# Warschauer Königsweg

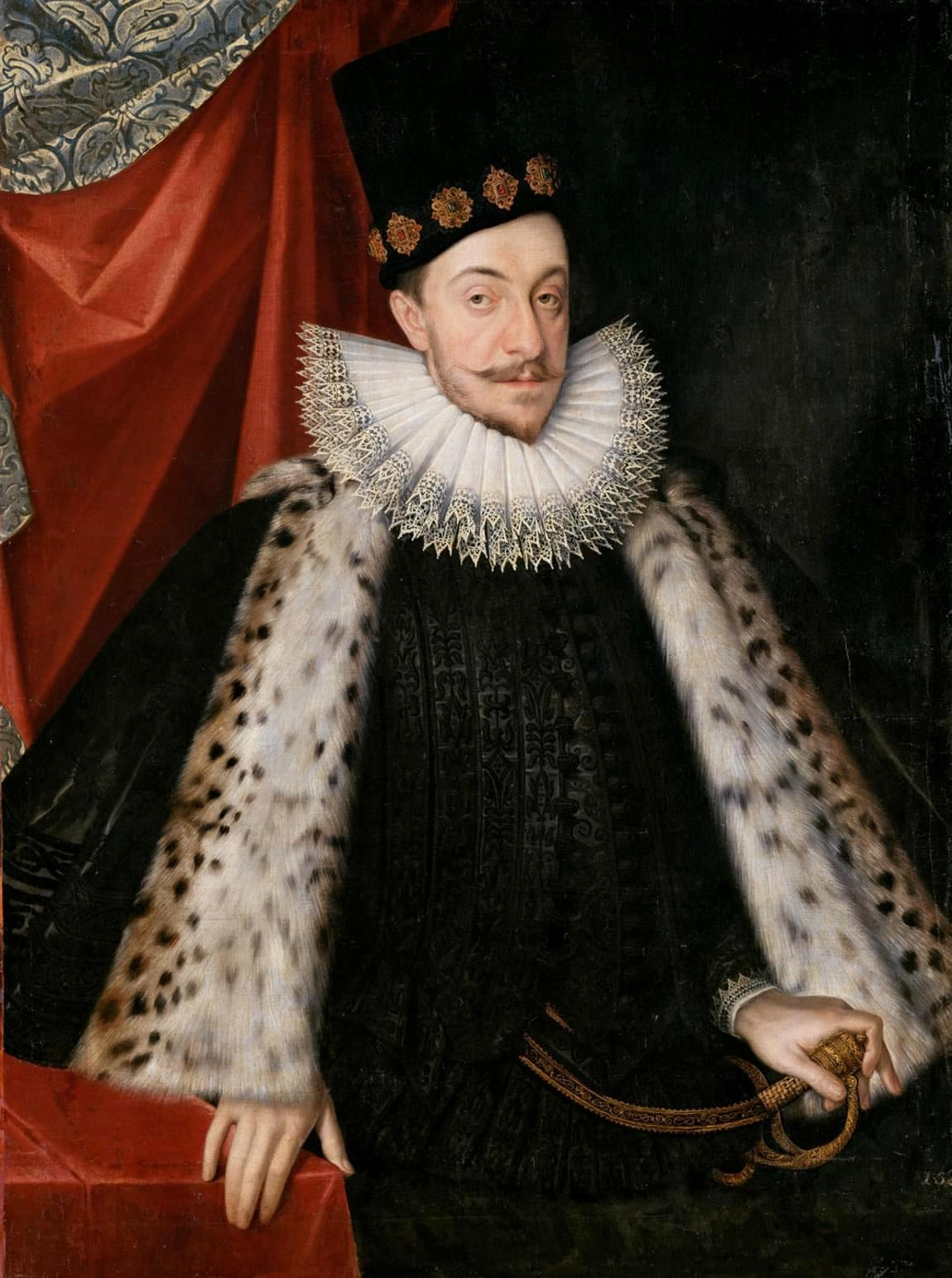
Zygmunt III. Waza (König von 1587 bis 1632), unter seiner Herrschaft wurde der Königsweg im frühbarocken Stil ausgebaut

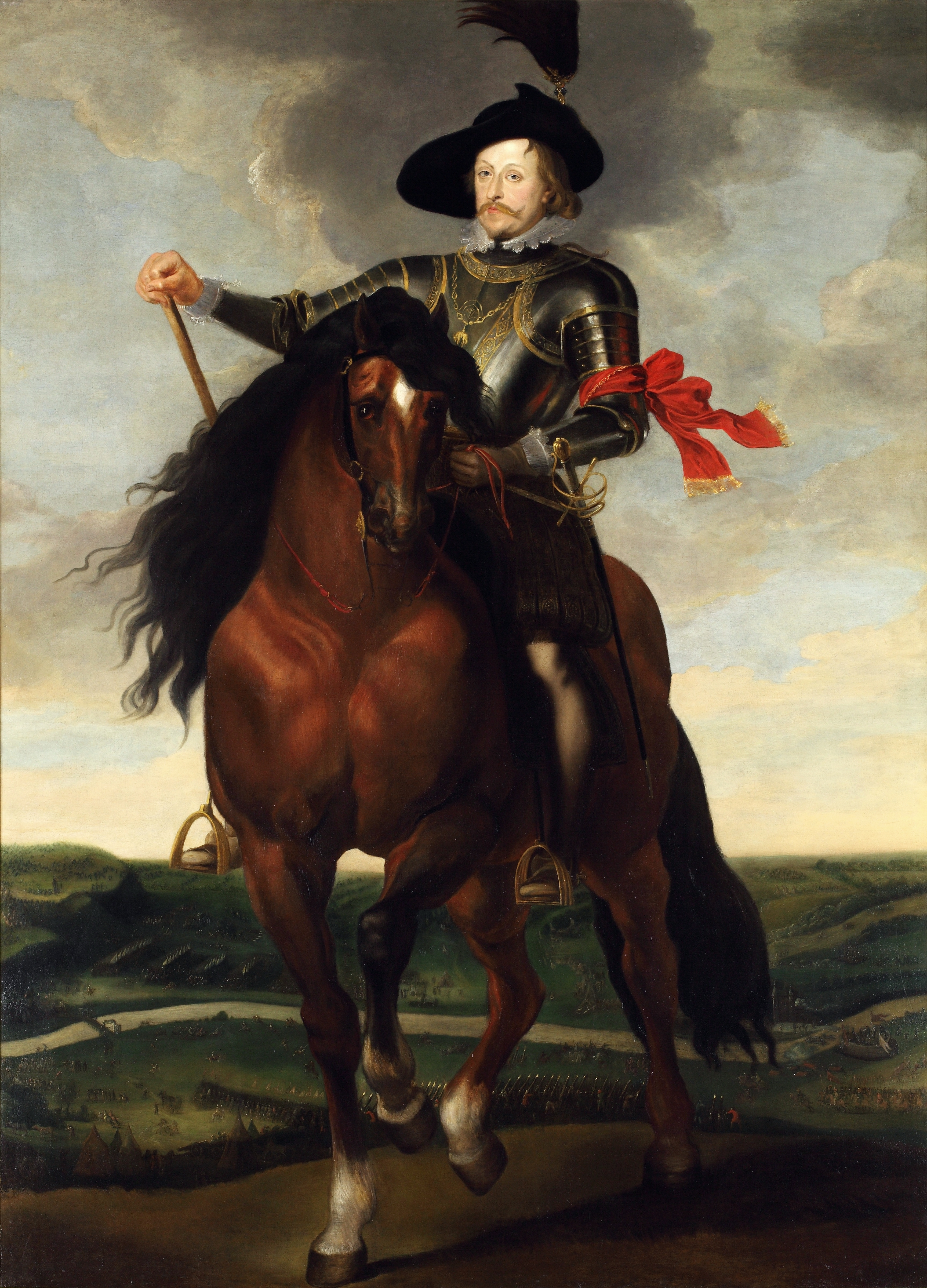
Władysław IV. Wasa (König von 1632 bis 1648), unter seiner Herrschaft wurde der Königsweg im frühbarocken Stil vollendet

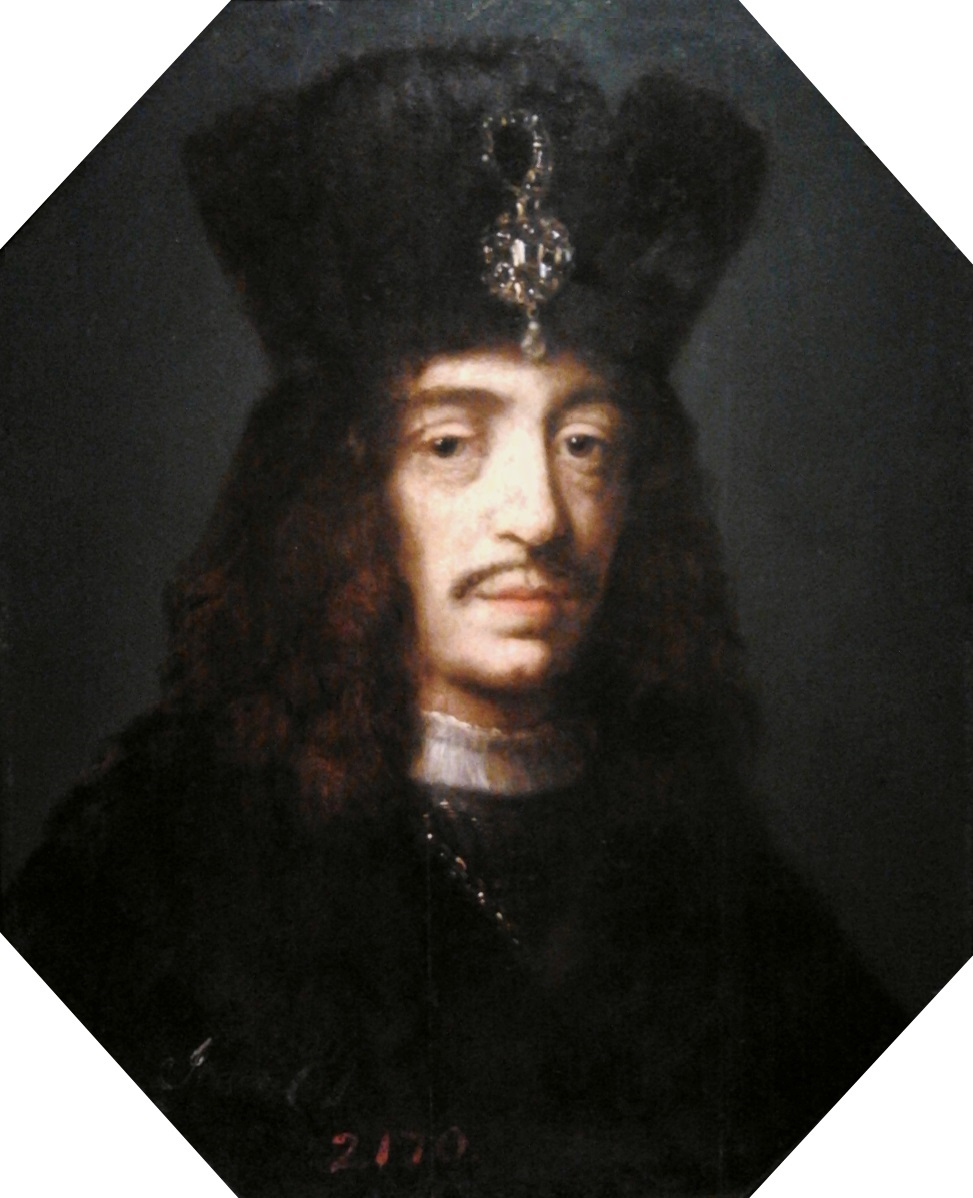
Johann II. Kasimir (König von 1648 bis 1668), unter seiner Herrschaft wurde der Königsweg von den Schweden zerstört

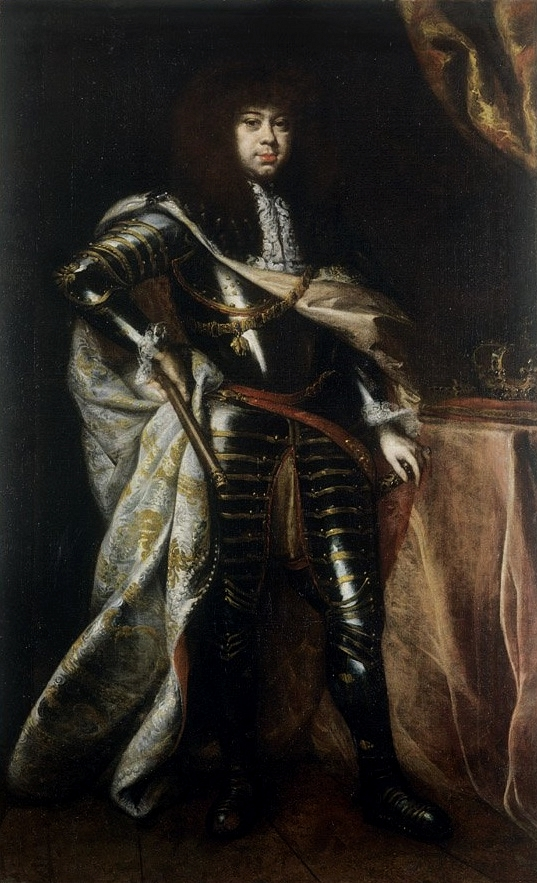
Michał Korybut Wiśniowiecki (König von 1668 bis 1678), unter seiner Herrschaft wurde der Königsweg im reifen Barock wiederaufgebaut

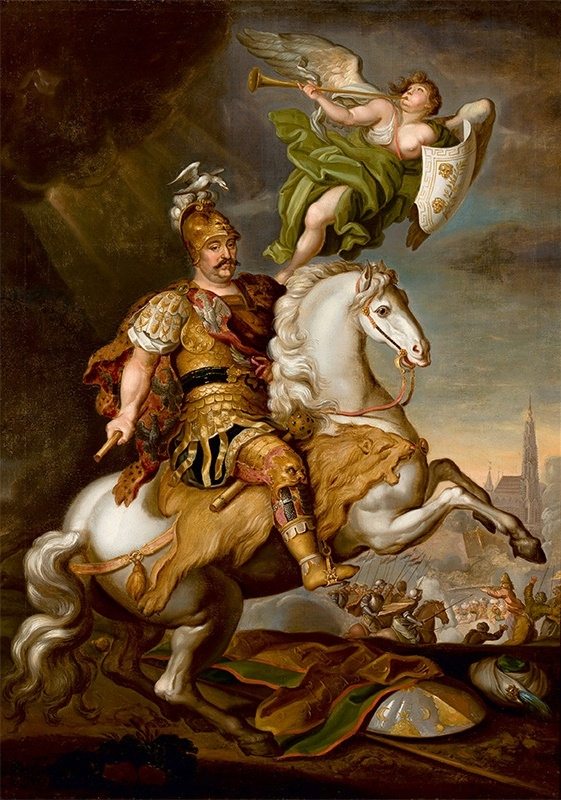
Jan III. Sobieski (König von 1678 bis 1696), unter seiner Herrschaft gestaltete Tylman van Gameren den Königsweg

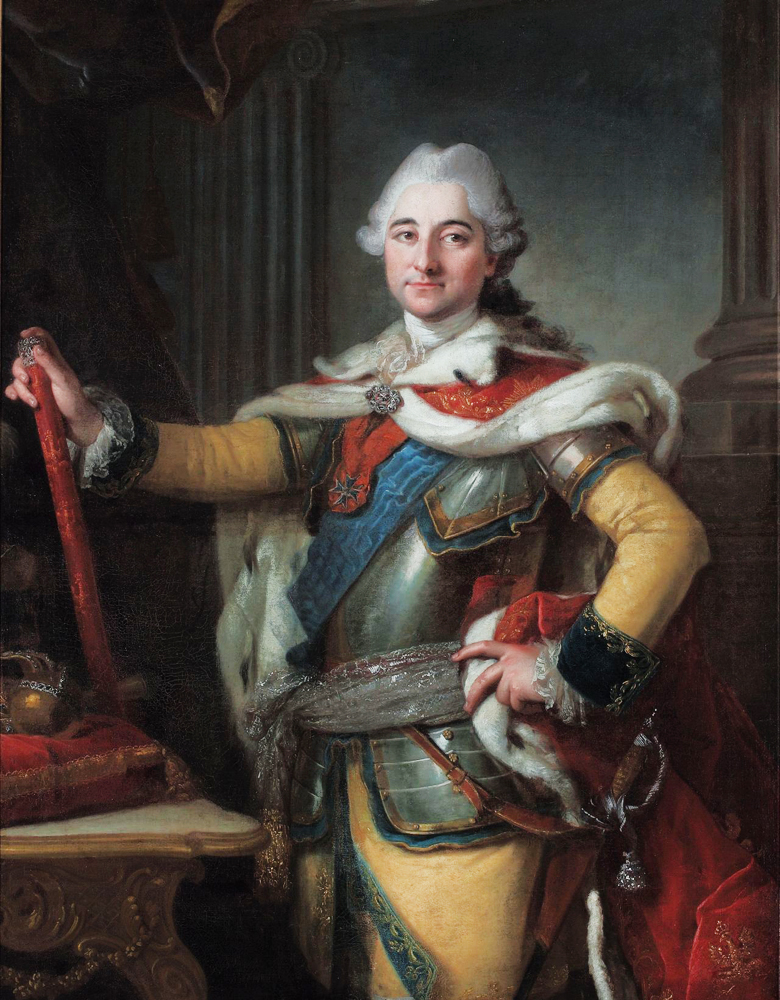
Stanisław August Poniatowski (König von 1764 bis 1795), unter seiner Herrschaft wurde der Königsweg im Warschauer Klassizismus umgebaut

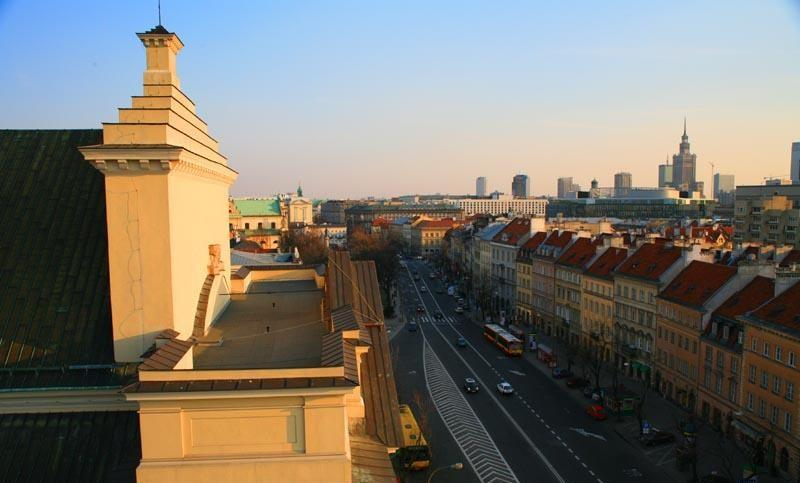
Der Warschauer Königsweg

Der Königsweg (auch Königstrakt, polnisch Trakt Królewski [ˈtrakt kruˈlɛfskʲi]) befindet sich in Warschau, Polen. Er beginnt am Warschauer Königsschloss, führt in südlicher Richtung und ist eine der längsten Repräsentationsstraßen der Welt. Ursprünglich wurde damit die etwa 4 Kilometer lange Strecke bis zum königlichen Łazienki-Park bezeichnet, später bis zum Belvedere-Palast. Neuerdings wird auch die Weiterführung bis zum 10 Kilometer entfernt liegenden Wilanów-Palast von König Jan III. Sobieski eingeschlossen. Der historische Königstrakt setzt sich aus mehreren repräsentativen Straßenzügen zusammen, der Krakowskie Przedmieście, der Nowy Świat und den Aleje Ujazdowskie (von Norden nach Süden). Über die später trassierten Straßen Ulica Belwederska, Ulica Jana III Sobieskiego sowie Aleja Wilanowska ist er mit Wilanów verbunden.
Der Königsweg verläuft in einem Abstand von einigen Hundert Metern bis zu zwei Kilometern etwa parallel zur Weichsel und bildete zusammen mit der senkrecht zu ihm verlaufenden Sächsischen Achse (im 18. Jahrhundert) sowie der Jerozolimskie-Allee (im 19. Jahrhundert) die Hauptachse der urbanen Entwicklung Warschaus. Er wurde zu einem Teil bereits zu Beginn der Stadtgeschichte bebaut und verband die ehemalige Siedlung Jazdów mit der Altstadt.

## Königsschloss

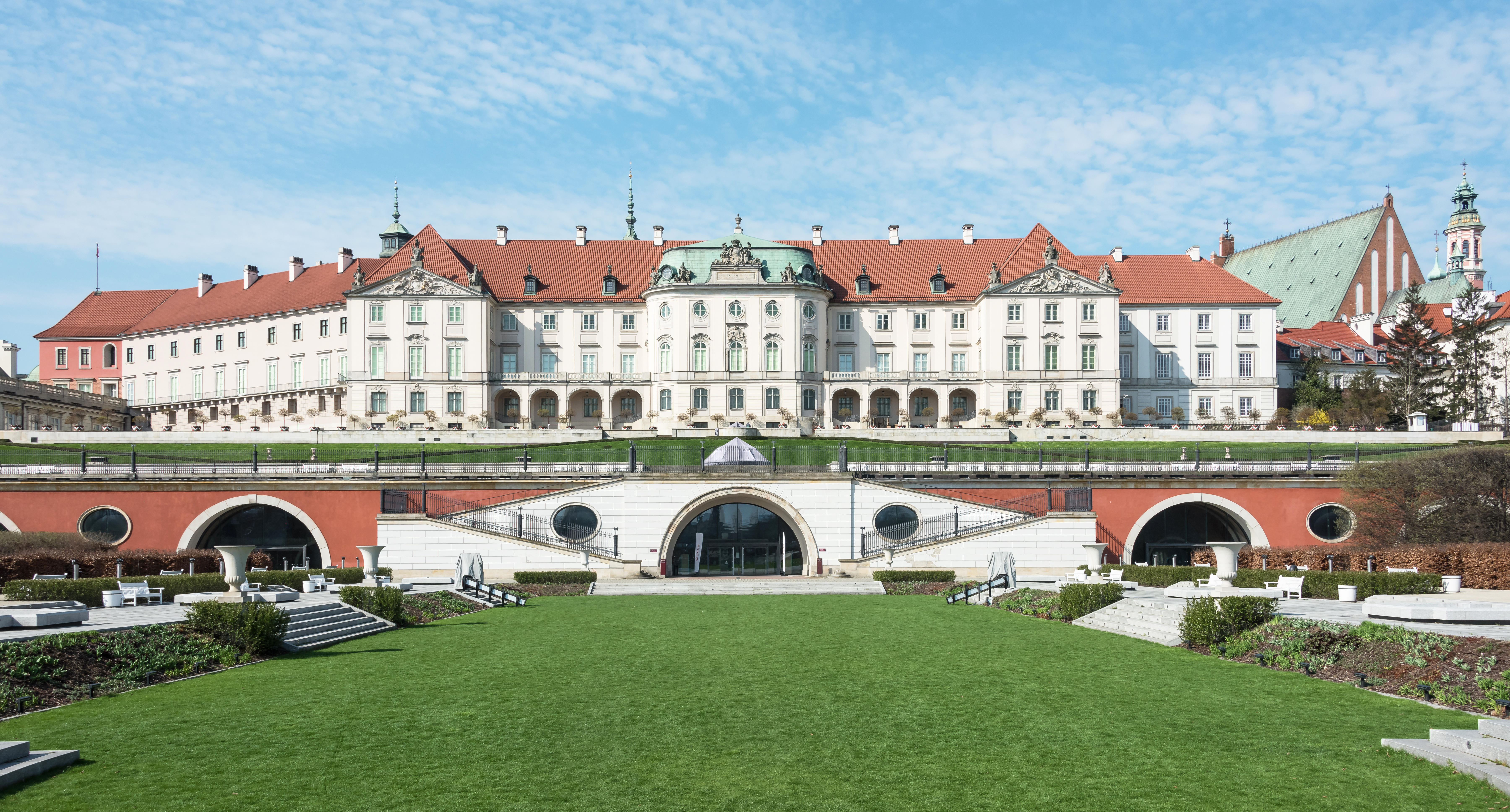
Königsschloss

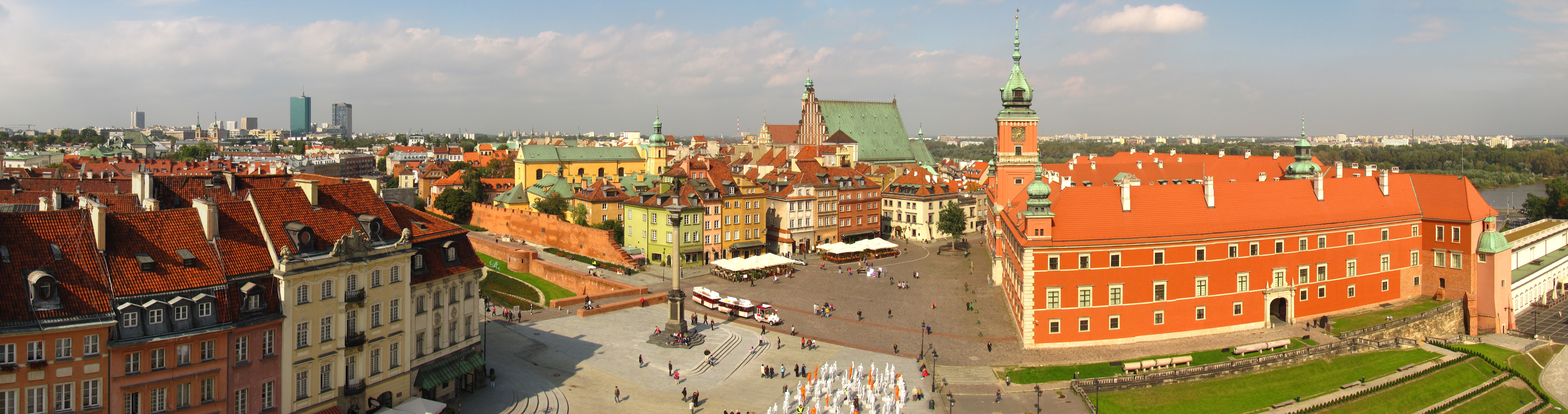
Am Schlossplatz beginnt der Königsweg

Das Warschauer Königsschloss liegt am nördlichen Ende des Königsweges. Neben dem eigentlichen Königsschloss gehören zu dem Komplex auch der Palast unter dem Blechdach und die Gärten des Königsschlosses.
Das Warschauer Königsschloss geht auf ein befestigtes Holzgebäude aus dem 13./14. Jahrhundert zurück. Zwei größere Gebäude im gotischen Stil entstanden im 15. Jahrhundert. Nachdem Warschau zur ständigen Tagungsstätte des Sejm bestimmt worden war, entstand in den Jahren 1570–71 ein neues königliches Hauptgebäude. König Sigismund III. verlegte im Jahre 1596 die Hauptstadt Polen-Litauens nach Warschau und ließ zwischen 1598 und 1619 ein neues fünfeckiges Schloss errichten. Mit den Teilungen Polens verlor das Schloss 1795 all seine Funktionen als Sitz des Königs, des Sejms und des Senates. Im Zweiten Weltkrieg schwer zerstört, wurde das Schloss danach wieder aufgebaut. Heute befindet sich im Schloss ein Museum mit einer umfangreichen Gemäldegalerie.

### Gärten des Königsschlosses
Die Gärten des Königsschlosses sind eine Gartenanlage aus der Renaissance, die sich zwischen dem Königsschloss und der Weichsel erstreckten. Sie wurden im Barock und Klassizismus erweitert und ausgebaut. Nach der Dritten Teilung Polens verfielen sie allmählich und wurden erst wieder in der Zwischenkriegszeit restauriert. Im Zweiten Weltkrieg von der deutschen Wehrmacht devastiert, dauert ihre Rekonstruktion bis heute.

### Palast unter dem Blechdach

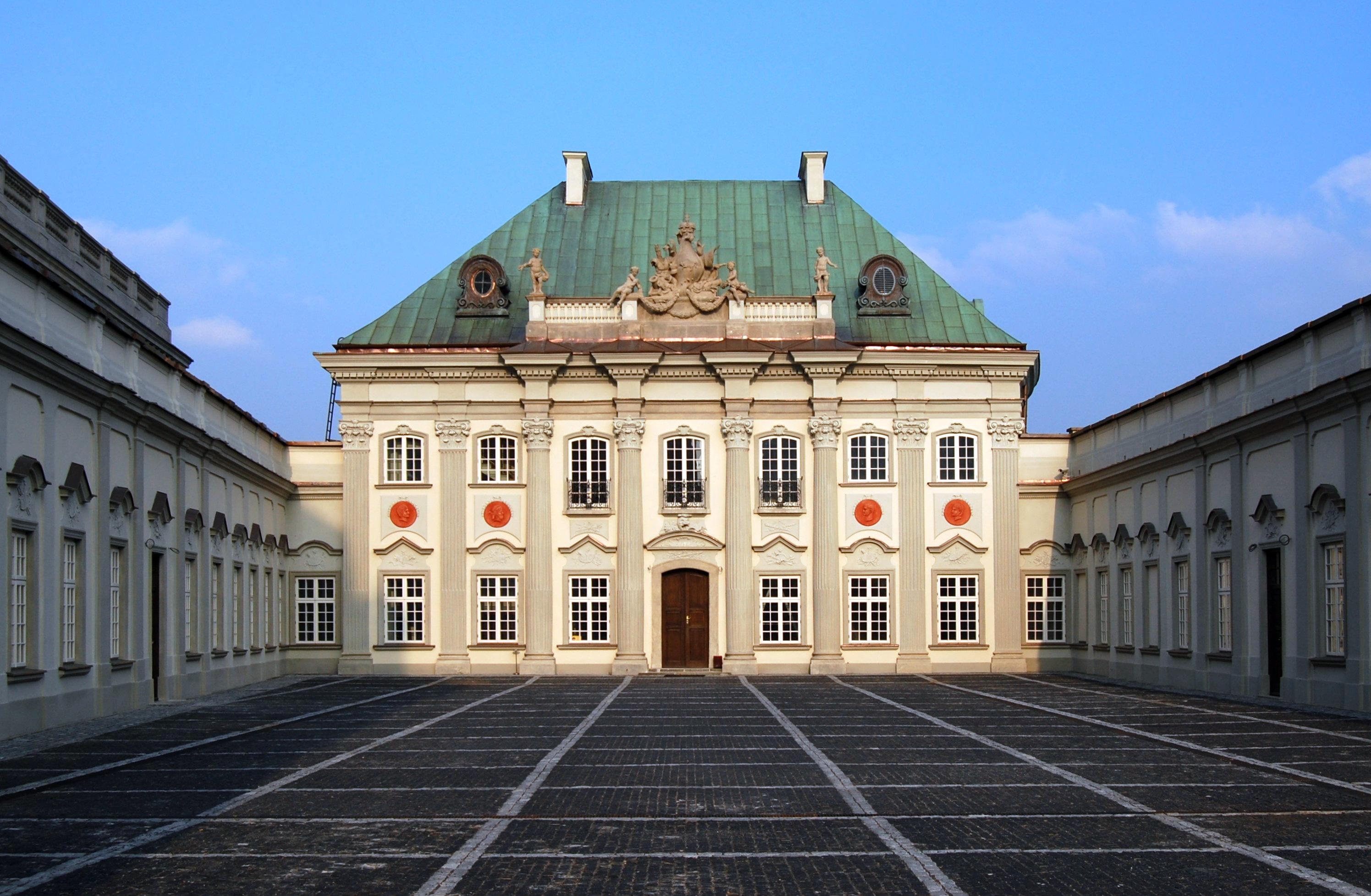
Palast unter dem Blechdach

Der Palast unter dem Blechdach (poln. Pałac pod Blachą) ist ein Spätbarockschloss in Warschau aus dem 17. Jahrhundert. Das Schloss wurde von der Magnatenfamilie Lubomirski von 1698 bis 1701 errichtet. Im 18. Jahrhundert diente es der Warschauer Freimaurerloge. Der Palast wurde nach dem Warschauer Aufstand niedergebrannt und 1949 wiederaufgebaut.

## Krakowskie Przedmieście
Die Straße Krakowskie Przedmieście (Krakauer Vorstadt) verläuft vom Schlossplatz, dem damaligen Krakauer Tor, bis zum Staszic-Palast. Bis etwa 1400 wurde die heutige Straße Krakauer Vorstadt – Czersker Vorstadt und nach dem Bau der St.-Anna-Kirche und des Bernardinerklosters Bernardiner Vorstadt genannt. Im 16. Jahrhundert erhielt sie den heutigen Namen. Die heutige Bebauung stammt vor allem aus dem 17. Jahrhundert. Verewigt wurde die Krakowskie Przedmieście in dem Roman „Lalka“ (Puppe) von Bolesław Prus, an dessen Szenen auf Tafeln an den Häusern erinnert wird, wie zum Beispiel das Geschäft „Mincel und Wokulski“. Während der deutschen Besatzung 1939–1945 trug die Straße den Namen „Krakauer Straße“.

### Paläste

#### Präsidentenpalast

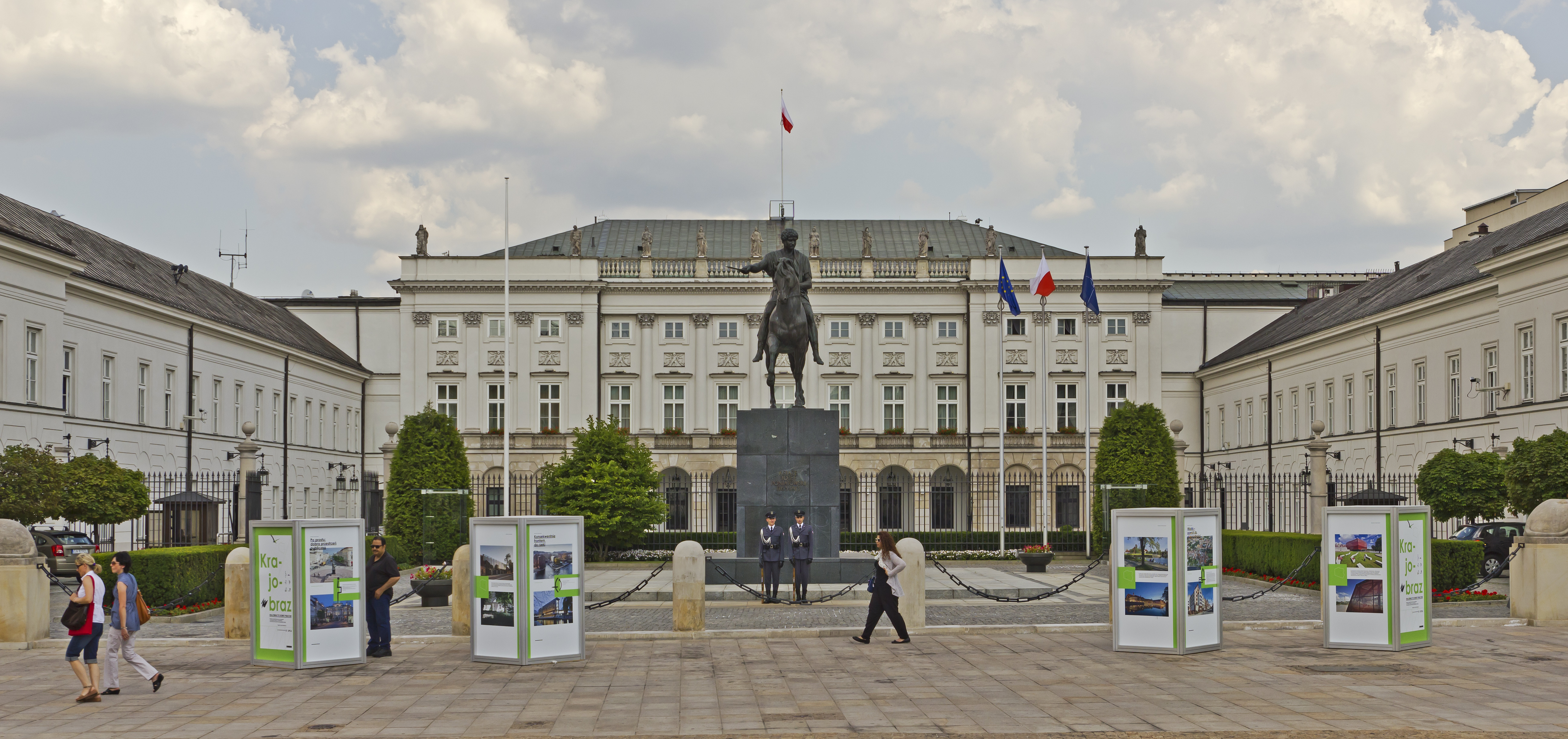
Präsidentenpalast

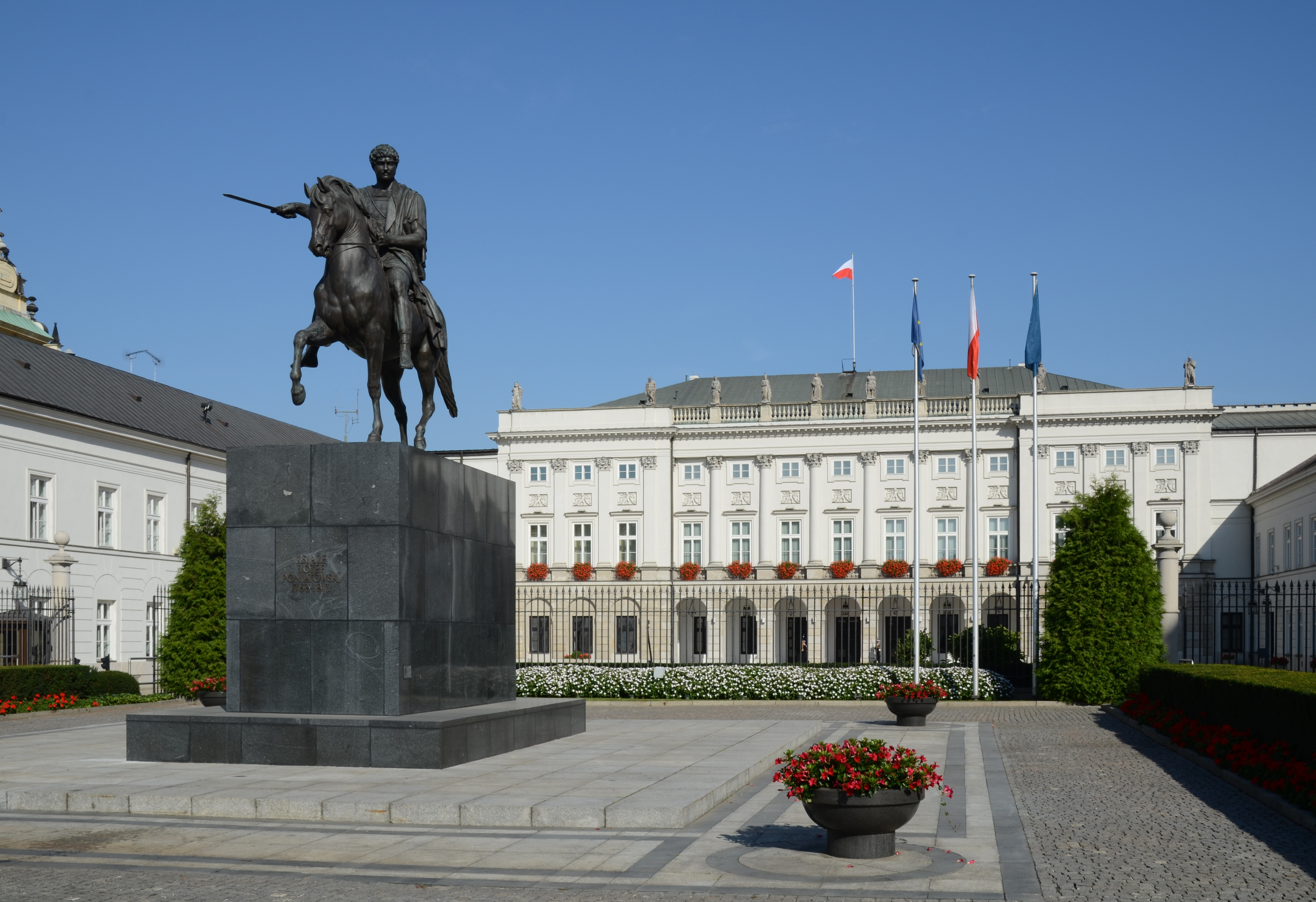
Residenz des polnischen Staatspräsidenten

Der Warschauer Präsidentenpalast (poln. Pałac Prezydencki; auch Pałac Koniecpolskich, Pałac Lubomirskich, Pałac Radziwiłłów oder Pałac Namiestnikowski) wurde von 1643 bis 1645 für den Hetman Stanisław Koniecpolski errichtet. Von 1661 gehörte es der Magnatenfamilie Lubomirski, die es 1685 der Magnatenfamilie der Radziwiłł verkaufte, in deren Händen es bis 1817 blieb.
Nach dem Wiener Kongress wurde es Sitz des ersten russischen Statthalters von Kongresspolen, General Józef Zajączek.
In der Zwischenkriegszeit war das Schloss Amtssitz des polnischen Ministerpräsidenten sowie der Regierung und in den Nebenflügeln war die Kanzlei des Ministerrates untergebracht.
Während des Zweiten Weltkriegs diente das Palais als „Deutsches Haus“, ein Zentrum für Deutsche in Warschau. Im Warschauer Aufstand wurde das Palais nur geringfügig beschädigt, so dass es von 1947 bis 1952 von Teodor Bursche, Antoni Jawornicki und Borys Zinserling wiederhergestellt und Sitz des Ministerrats wurde.
Nach dem Krieg wurde das Denkmal von Józef Antoni Poniatowski des Bildhauers Bertel Thorvaldsen auf den Schlossplatz gestellt.
1955 wurde im Palais der Warschauer Pakt und 1970 der Warschauer Vertrag von Józef Cyrankiewicz und Willy Brandt unterzeichnet.
Der Runde Tisch zwischen den Vertretern der kommunistischen Regierung und der oppositionellen Solidarność fand Anfang 1989 hier statt.
Seit 1995 ist das Schloss Sitz des polnischen Präsidenten. Bis jetzt haben Lech Wałęsa, Aleksander Kwaśniewski und Lech Kaczyński hier residiert.

#### Potocki-Palast

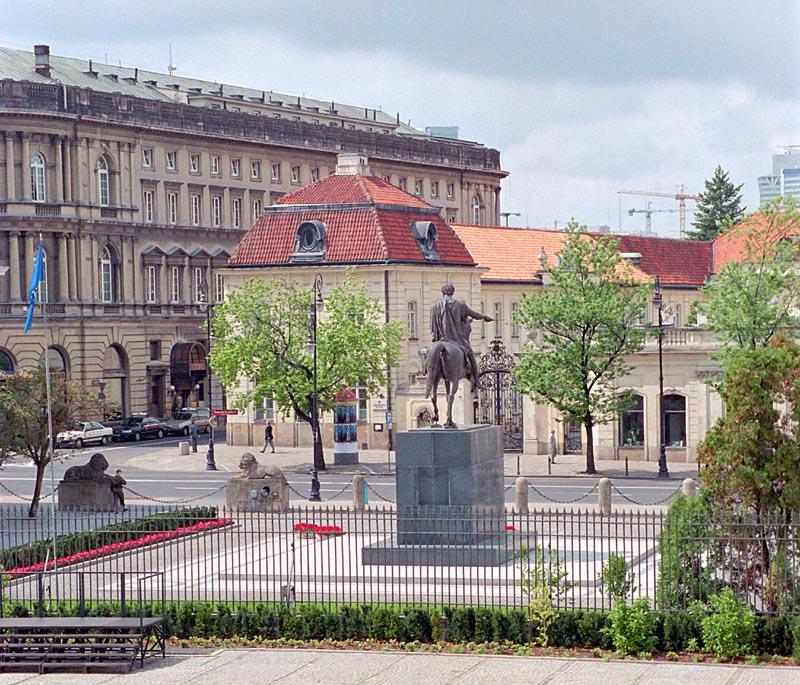
Potocki-Palast vom Präsidentenpalast

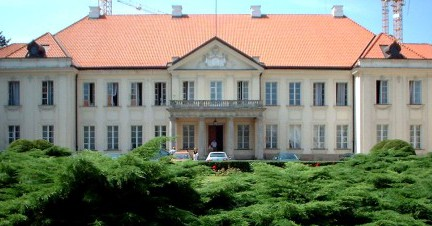
Potocki-Palast vom Innenhof

Der Potocki-Palast (Pałac Potockich) wurde vor 1683 von Józef Piola mit einem barocken Garten für die Magnatenfamilie Dönhoff errichtet. 1731 wurde das Palais von den Czartoryski erworben. Von 1760 bis 1766 wurde es von Ephraim Schröger im Stil des Rokoko umgebaut. 1765–66 kam eine vom selben Architekt im selben Stil gehaltene Kordegarde hinzu. Samuele Contessa, Jan Chryzostom Redler und Sebastian Zeisel gestalteten die Bildhauerarbeiten. 1782 kam es an Izabela Lubomirska, die es von Szymon Bogusław Zug umgestalten ließ. Auf ihn geht das klassizistische Säulenportal zurück. Auch Jan Chrystian Kamsetzer und der Maler Antonio Tombari arbeiteten an dem Gebäude 1790–91. 1830 wurde Aleksander Potocki Eigentümer des Palais, der es teilweise an die berühmte Bücherei Gebethner und Wolf vermietete. 1860 errichteten Leander Marconi und Władysław Marconi für Gracjan Unger einen Ausstellungspavillon auf dem Schlosshof, der ab 1884 der Zachęta-Galerie zur Verfügung gestellt wurde. Józef Potocki aus Antonin erwarb das Palais 1886, der es ab 1896 von Władysław Marconi generell restaurieren ließ. Das wunderschöne gusseiserne Tor geht auf ihn zurück. Ab 1924 diente das Palais als schwedische Botschaft und wurde 1944 von der deutschen Wehrmacht zerstört. Es wurde 1948–1950 nach dem Entwurf von Jan Zachwatowicz von Zygmunt Stępiński rekonstruiert. Vom ursprünglichen Palast sind nur die Wache mit Skulpturen von Sebastian Zeisl, die Tore im Neurokokostil und das Schmuckgitter erhalten geblieben. Heute beherbergt das Palais das Ministerium für Kultur und Kunst.

#### Czapski-Palast
Der Czapski-Palast (Pałac Czapskich) entstand von 1686 bis 1705, entworfen von Tylman van Gameren anstelle eines älteren Palastes des litauischen Großmarschalls Aleksander Ludwik Radziwiłł und seit 1654 seines Sohnes des litauischen Hetman und Kanzlers Michał Kazimierz Radziwiłł. 1681 ging das Palais an Michael Stephan Radziejowski, den Bischof von Ermland, seit 1686 Kardinal und seit 1687 Erzbischof von Gnesen. Sein Sohn Michał Prażmowski verkaufte das Palais an den Großen Hetman der Krone Adam Sieniawski im Jahre 1712. Von 1713 bis 1718 ließ er den Palast von Augustyn Wincenty Locci, Karol Bay und Kacper Bażanka umbauen. Später ging das Palais an die Magnatenfamilie Czartoryski, die es 1732 an den Bankier Piotr de Riacour verkaufte. 1735 erwarb der Woiwode und Großschatzmeister der Krone von Chełm Jan Ansgary Czapski den Palast. Antonio Caspar und Samuele Contessa schufen 1743/1744 die Fassadenstatuen. Der Umbau von 1752 bis 1765 gab dem Palais die heutige spätbarocke Form. Jan Chrystian Kamsetzer baute 1790 zwei Offizine an. Ende des 18. Jahrhunderts wurde ein barocker Schlossgarten angelegt, an dessen Stelle 1848 die Offizine ausgebaut wurden. Nach dem Tod von Stanisław Małachowski erwarb Maria Urszula Radziwiłłówna, die Ehefrau des Generals Wincenty Krasiński, das Palais. 1851/1852 wurde der Palast von Henryk Marconi umgebaut und ab 1860 teilweise als öffentliche Bibliothek genutzt. 1867 kam ein Pavillon hinzu. Julian Antkiewicz baute 1890 die Offizine um und Jan Kacper Heurich und Stefan Szyller gestalteten den Innenraum. Das Palais gehörte nachfolgend den Magnatenfamilien Radziejowski, Sieniawski, Czartoryski, Małachowski, Krasiński, Raczyński, Zamoyski und Czapski. Heute sind Ateliers für Malerei und Graphik sowie der Salon, in dem die Familie Chopin von 1826 bis 1830 wohnte, untergebracht. Auch der Marschall des Vierjährigen Sejm Stanisław Małachowski (1786–1890), der Künstler Zygmunt Vogel (1808–1828) und der Poet Zygmunt Krasiński (bis 1859) wohnten hier. Auf dem Palaishof steht eine Kopie einer Statue von Verrocchi, das Colleoni-Denkmal. Bei dem Bombardement Warschaus durch die deutsche Luftwaffe wurde der Palast mit seinen Kunstschätzen und der Bibliothek im September 1939 vollständig zerstört. 1944 sprengte die Wehrmacht auch noch die Offizine. Der Palast wurde von 1948 bis 1959 von Stanisław Brukalski teilweise rekonstruiert und bis 2004 schrittweise wiederaufgebaut.

#### Tyszkiewicz-Palast

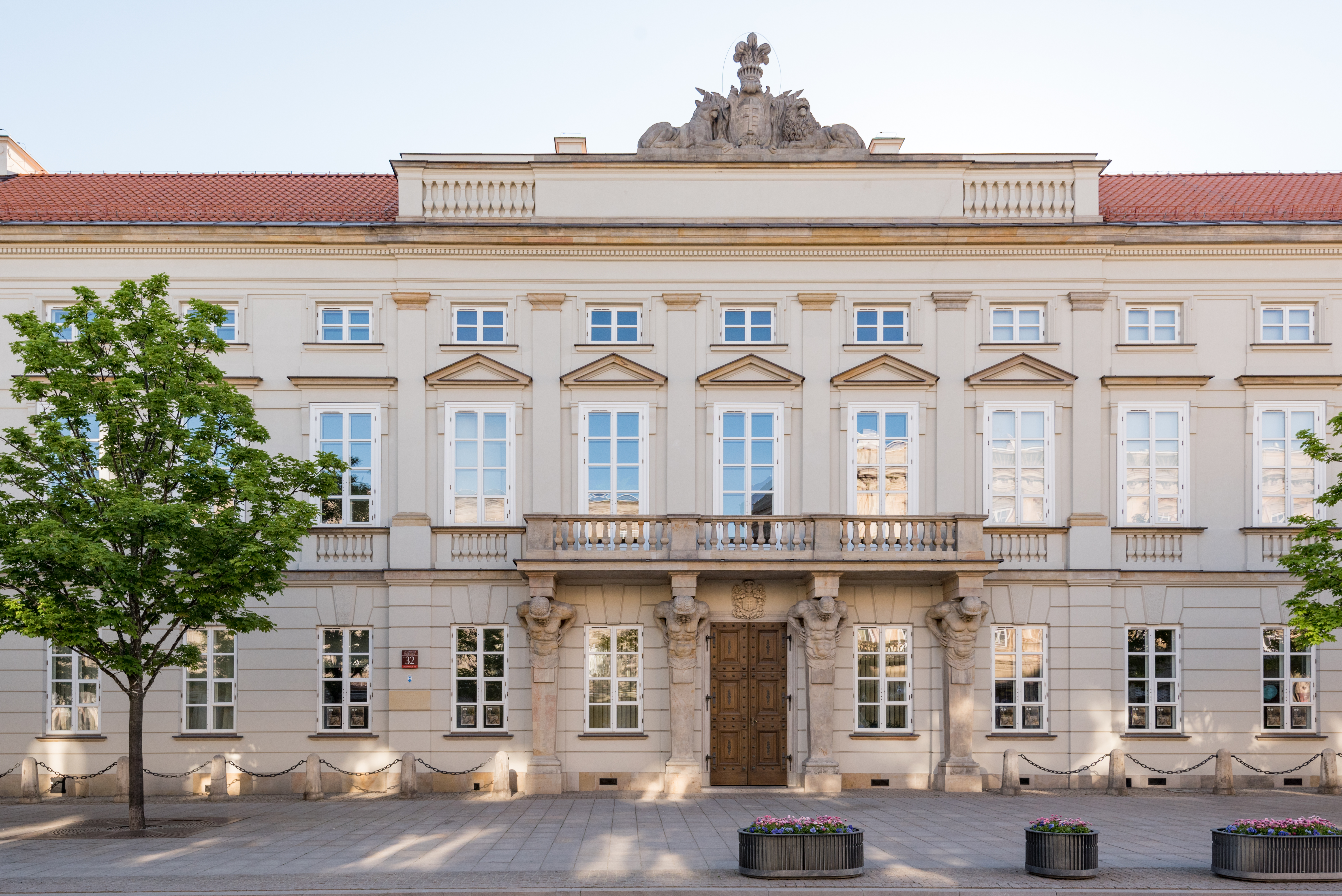
Tyszkiewicz-Palast

Der Tyszkiewicz-Palast wurde von 1785 bis 1792 im klassizistischen Stil von Jan Chrystian Kamsetzer für den litauischen Hetman Ludwik Tyszkiewicz gebaut. Bei den Dekorationsarbeiten waren Paolo Casasopra aus Gentilino, Giuseppe Amadio aus Lugano und Jan Michał Graffa tätig. Die Atlanten gehen auf André le Brun zurück. Dem vorausgegangen war ein 1781 von Stanisław Zawadzki begonnener Bau, den dieser jedoch aufgrund von Streitigkeiten mit dem Bauherrn nicht vollendete. Besondere Beachtung fanden die Innenräume Billardsaal, Muschelsaal und Tischsaal. Fryderyk Albert Lessel errichtete 1821–22 die Offizine und das Haupttor. Von 1840 bis 1923 stand es im Eigentum der Magnatenfamilie Potocki. Henryk Marconi fügte 1841 bis 1846 eine Orangerie und ein Wagenhaus hinzu. Im Palais wohnte im 18. Jahrhundert der Schriftsteller Julian Ursyn Niemcewicz. Die Bank der Landeswirtschaft hatte hier ihren Sitz. Von 1933 bis 1939 befand sich in dem Palais die Polnische Literaturakademie. Im Jahr 1944 wurde es von der deutschen Wehrmacht niedergebrannt und 1948 wiederaufgebaut. Heute dient es als Universitätsmuseum.

#### Kazimierz-Palast

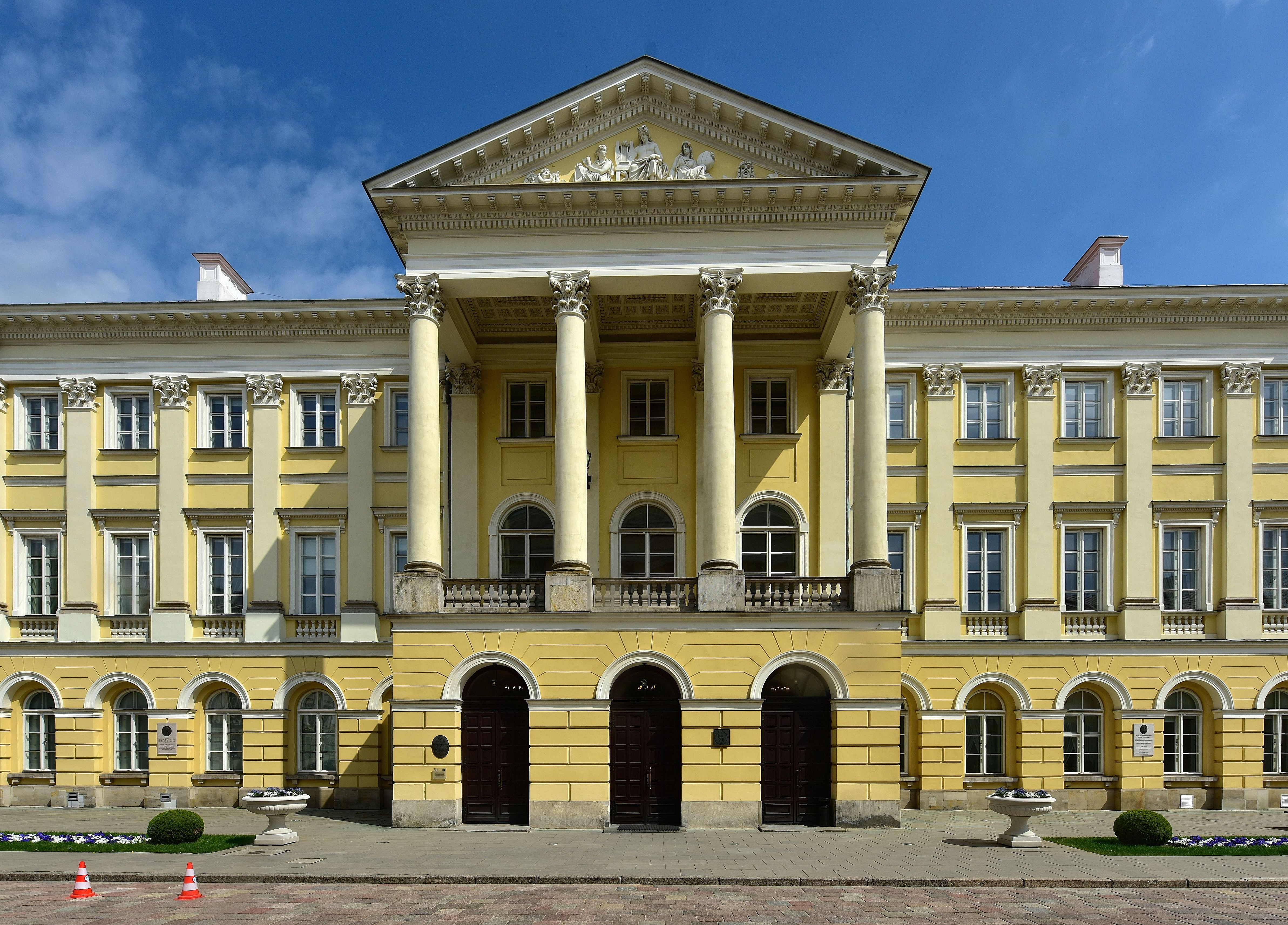
Kazimierz-Palast

Der Kazimierz-Palast (Pałac Kazimierzowski) wurde von König Sigismund III. Wasa für seine Söhne König Władysław IV. Wasa und Johann II. Kasimir als Villa Regia malerisch über dem Steilufer der Weichsel, heute Kazimierzowski-Park, errichtet. 1817–1830 befand sich hier das berühmte Warschauer Lyzäum. Seit 1824 ist der Palast das Rektorat der Universität Warschau.

#### Uruski-Palast
Der Uruski-Palast wurde 1844 bis 1847 von Andrzej Gołoński entworfen und gebaut. Seit 1855 befindet es sich im Besitz der Familie Czetwertyński. Nach dem Warschauer Aufstand wurde es von der Wehrmacht abgebrannt und von 1949 bis 1951 wiederaufgebaut. Es ist heute Sitz des Instituts für Geographie der Warschauer Universität.

#### Staszic-Palast
Der Staszic-Palast (Pałac Staszica) wurde von 1820 bis 1830 von Antonio Corazzi für die Warschauer Gesellschaft der Freunde der Wissenschaften anstelle einer spätbarocken Kirche des Dominikanerordens errichtet und nach dem polnischen Wissenschaftler und Gelehrten Stanisław Staszic benannt. 1830 wurde das von Bertel Thorvaldsen geschaffene Denkmal des Astronomen, Theologen, Ökonomen, Mediziner und Juristen Nikolaus Kopernikus auf dem Platz vor dem Palais gestellt. 1832 wurde die Gesellschaft von dem Zaren Nikolaus I. aufgelöst und das Gebäude der Lotteriedirektion übergeben. Seit 1862 befand sich ein Jungen-Gymnasium in dem Palais. In den Jahren 1892–1893 wurde das Palais im russisch-byzantinischen Stil von Michał Pokrowski umgebaut und eine orthodoxe Kapelle zu Ehren der Szujski, die dort bestattet wurden, wurde angebaut. Von 1924 bis 1926 gab Marian Lalewicz ihm seine frühere Gestalt zurück. In der Zwischenkriegszeit wurde es als Sitz der Towarzystwo Naukowe Warszawskie (Warschauer Wissenschaftsgesellschaft) genutzt. Das Palais wurde von der deutschen Wehrmacht im Zweiten Weltkrieg stark beschädigt und in den Jahren 1946 bis 1950 von Piotr Biegański wiederaufgebaut. Es ist seither Sitz der Polnischen Akademie der Wissenschaften (PAN).

### Kirchen

#### Heilig-Kreuz-Kirche
Die dreischiffige Heilig-Kreuz-Kirche wurde von 1679 bis 1696 von Józef Szymon Bellotti als damals größte Barockkirche Warschaus errichtet. Die Kirche wurde von Abt Kazimierz Szczuka und dem Polnischen Primas Michael Stephan Radziejowski an Stelle einer während der schwedischen Besatzung 1650 niedergebrannten älteren Kirche aus dem Jahr 1510 gestiftet. Die drei Barockaltäre gehen auf Tylman van Gameren und Karol Bay zurück. Von 1725 bis 1727 und von 1753 bis 1756 wurden die beiden Fassadentürme von Józef Fontana und seinem Sohn Giacomo Fontana errichtet. Die Figuren der Heiligen Petrus und Paulus in der Fassade wurden von Jan Jerzy Plersch geschaffen. Nach den Zerstörungen des Polnisch-Russischen Krieges wurden 1794 die Eingangstreppen von Chrystian Piotr Aigner gebaut. 1858 wurde vor den Haupteingang die berühmte Christusfigur mit der Inskription „Sursum Corda“ von Andrzej Pruszyński aufgestellt, die 1898 von einer bronzenen Kopie ersetzt wurde. In die Kirchenpfeiler wurden Urnen mit den Herzen des Komponisten Frédéric Chopin im Jahre 1882 und des Literaturnobelpreisträgers Władysław Reymont eingemauert. Die Kirche wurde 1944 von der deutschen Wehrmacht gesprengt und von 1945 bis 1953 wiederaufgebaut. Die Arbeiten an der Rekonstruierung der barocken Innenausstattung werden bis heute fortgeführt. In den nächsten Jahren soll der barocke Hauptaltar fertiggestellt werden. In der Kirche befinden sich auch mehrere Epitaphen von Bolesław Prus, Józef Ignacy Kraszewski, Juliusz Słowacki und Władysław Sikorski. Besondere Beachtung verdient auch das wundertätige Bildnis des Heiligen Judas Thaddäus.

#### St.-Anna-Kirche
Die St.-Anna-Kirche und das St.-Anna-Kloster der Bernhardiner wurden um 1454 im gotischen Stil unter dem Patrozinium des St. Bernhard errichtet. Nach dem Umbau 1515 bis 1533 wurde sie zu Ehren der Stifterin Fürstin Anna von Masowien umbenannt. Von 1578 bis 1584 wurde der Glockenturm nördlich der Fassade hinzugefügt, der 1783 klassifiziert und 1821 wieder in den Zustand der Renaissance versetzt wurde. Zur Renaissancekapelle des seligen Ladislaus von Gielniów mit barocken Fresken aus dem 16. Jahrhundert kam 1620 die barocke Kryski-Kapelle hinzu. 1657 wurde die Kirche von den Schweden gebrandschatzt. Den Wiederaufbau im barocken Stil ohne Fassadentürme führten von 1658 bis 1667 Tito Livio Burattini und Giovanni Battista Gisleni aus. Die barocke Orgel stammt aus dieser Zeit. Später arbeiteten auch Tylman van Gameren und Jakub Fontana an der Kirche. 1788 schufen Stanisław Kostka Potocki und Chrystian Piotr Aigner die heutige klassizistische Fassade nach dem Vorbild der St.-Georg-Kirche in Venedig mit den Skulpturen von Jakub Monaldi und Franz Pinck, die König Stanislaus II. August gestiftet hatte. Die Kolonnade vor der Kirche wurde von Chrystian Piotr Aigner von 1819 bis 1821 errichtet. 1837 wurde die Kapelle der Muttergottes vom Loretan von Henryk Marconi hinzugefügt. Das gotische Innere wurde barockisiert und trägt Züge des Rokoko. Beachtung finden vor allem die barocken Statuen, Fresken und Polychromien. Neben der Kirche ist das St.-Anna-Kloster mit einem gotischen Sterngewölbe und der von einer Palmensäule getragene gotische Saal erhalten geblieben. Der Bernardinerorden wurde 1864 nach dem Januaraufstand aufgelöst und die Kirche der Verwaltung der Johanneskathedrale unterstellt. Die Kirche wurde beim Bombardement Warschaus durch die deutsche Luftwaffe 1939 stark beschädigt und während des Warschauer Aufstandes 1944 von der deutschen Wehrmacht gebrandschatzt.
Ab 1945 wurde sie von Beata Trylińska rekonstruiert. 1949 drohte die Kirche aufgrund des Baus der Ostwestunterführung die Warschauer Weichselböschung abzurutschen. Darauf wurde das Fundament durch unterirdische Eisenbetonsäulen gestützt.
Seit 1928 dient die St.-Anna-Kirche als Studierendengemeinde der Universität Warschau.

#### St.-Joseph-Kirche

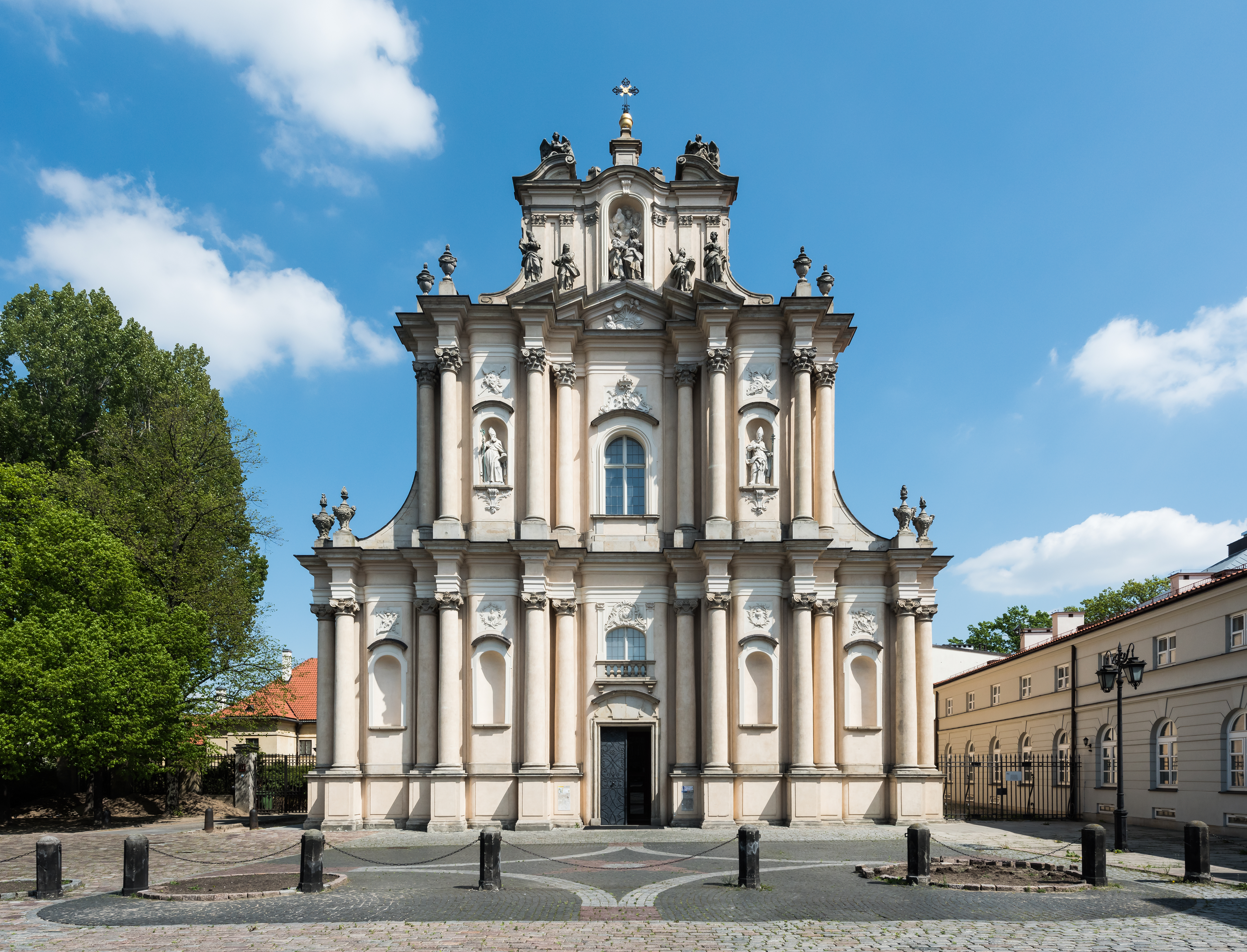
St.-Joseph-Kirche (Salesianerinnenkirche)

Die St.-Joseph-Kirche wurde ab 1728 bis 1733 von Karol Bay sowie von 1754 bis 1763 von Ephraim Schröger gebaut. Schröger ist auch der Autor der Skulpturen, der Stuckarbeiten, der Kanzel in Bootsform und des Hauptaltars, die von Jan Jerzy Plersch angefertigt wurden. Das hundert Jahre ältere frühbarocke Tabernakulum verdient besondere Beachtung. In den Seitenaltären gibt es zahlreiche Reliquien. Von 1847 bis 1848 arbeitete Henryk Marconi an dem Bauwerk. Die Kirche geht auf eine Stiftung der polnischen Königin Luisa Maria Gonzaga zurück. Die klassizistische Umgestaltung wurde von Elżbieta Lubomirska Sieniawska in Auftrag gegeben. Als eine der wenigen historischen Kirchen Warschaus wurde sie im Zweiten Weltkrieg nicht zerstört. An sie schließt das barocke Kloster der Visitantinnen an, auf dessen Gelände sich eine hölzerne Kalvaria aus dem frühen 18. Jahrhundert befindet. 1986 wurde das Kardinal-Stefan-Wyszyński-Denkmal von Andrzej Renes vor der Kirche aufgestellt.

#### Kirche der Maria-Himmelfahrt und St. Joseph ihres Bräutigams
Die barocke Kirche der Maria-Himmelfahrt und St. Joseph ihres Bräutigams wurde von 1661 bis 1681 von Józef Szymon Bellotti auf Initiative des Königs Johann II. Kasimir und des Primas Michael Stephan Radziejowski erbaut. Die Arbeiten geht jedoch auf das Jahr 1642 zurück. Sie konnten allerdings wegen der schwedischen Besetzung um 1655 bis 1660 zunächst nicht zu Ende gebracht werden. Gestiftet wurde sie 1637 von König Władysław IV. Wasa für den Karmeliterorden aus Krakau. Die drei barocken Altäre gehen auf Karol Bay zurück. Jan Jerzy Plersch schuf um 1750 die Bildnisse der Altargruppe, die Verlobung Marias mit dem Heiligen Joseph. Die Kirche wurde von Ephraim Schröger im klassizistischen Stil von 1762 bis 1780 umgebaut. Von 1859 bis 1862 wurde von Henryk Marconi die Kapelle des Grabes Christi erbaut. Die Figur Jesu schuf Oskar Sosnowski. 1864 wurde der Karmeliterorden nach dem Januaraufstand aufgehoben und die Kirche diente bis 1988 als Warschauer Seminarium. Bis zum Wiederaufbau der Johanneskathedrale wurde die Kirche auch als Prokathedrale Warschaus genutzt, da sie im Krieg nicht beträchtlich zerstört wurde.

### Gebäude

#### Universität

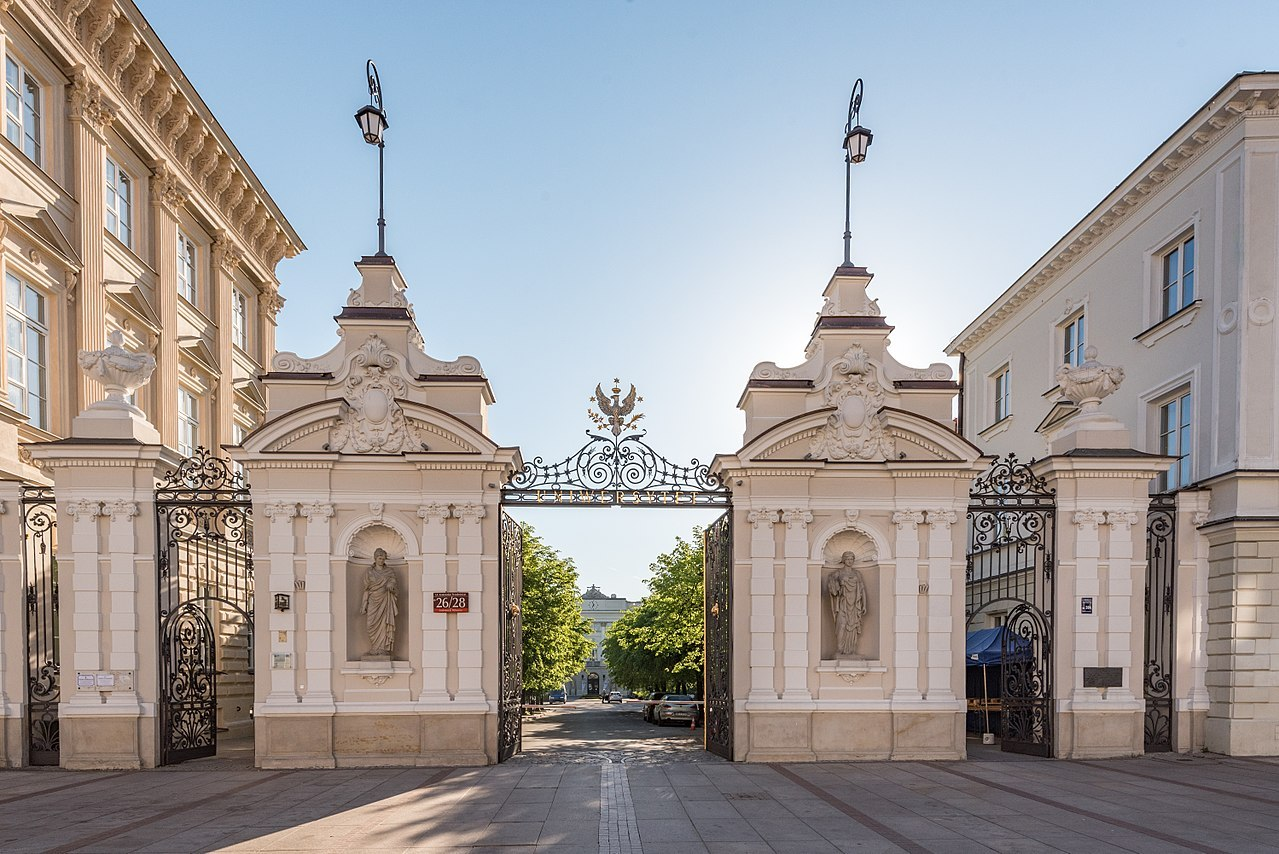
Haupteingang der Universität

Die Universitätsgebäude der Universität Warschau wurden auf dem Schlossplatz des Kazimierz-Palastes am Anfang des 19. Jahrhunderts anstelle der Wirtschaftsgebäude des Palastes errichtet. 1816 zog hier die Königliche Warschauer Universität ein, die aus einer Verbindung der Jura- und der Medizinschule entstand. 1831 wurde sie nach dem Novemberaufstand von den russischen Behörden geschlossen und erst 1862 wiedereröffnet. Nach dem Januaraufstand wurde sie 1869 in die Warschauer Zarenuniversität mit Russisch als Unterrichtssprache umgewandelt. Mit der Evakuierung der russischen Armee Anfang des Ersten Weltkriegs aus Warschau entstand 1915 die heutige Universität Warschau. Auf dem Universitätsgelände stehen mehrere klassizistische Baudenkmäler und der barocke Kazimierz-Palast.

#### Hotel Bristol
Das Hotel Bristol wurde von 1899 bis 1901 von Władysław Marconi und Stanisław Grochowicz im Jugendstil in Anlehnung an die Neorenaissance anstelle des Tarnowski-Palastes auf Initiative von unter anderem Ignacy Paderewski erbaut. Tadeusz Stryjeński und Franciszek Mączyński haben am Projekt mitgewirkt und Otto Wagner der Jüngere gestaltete die Sezessionsmöbel und den berühmten Kristallfahrstuhl. In diesem exklusiven Hotel hielten sich in der Zwischenkriegszeit viele berühmte Politiker und Künstler auf. Nach dem Warschauer Aufstand 1944 von der Wehrmacht teilweise zerstört, wurde es zunächst im sozrealistischen Stil von Antoni Jawornicki rekonstruiert. Von 1981 bis 1992 erhielt es seine ursprüngliche Form zurück.

#### Hotel Europejski
Das Hotel Europa wurde in mehreren Etappen von 1855 bis 1859 und von 1876 bis 1877 von Henryk Marconi, Marceli Berendt und Leandro Marconi anstelle des Palais Ogiński im Renaissancestil errichtet. Im 19. Jahrhundert galt es als eines der besten Hotels in Mitteleuropa und als das luxuriöseste im Russischen Reich. 1907 wurde es grundlegend restauriert und umgestaltet. 1944 wurde es von der Wehrmacht zerstört und danach von Bohdan Pniewski als Militärakademie wiederaufgebaut. Seit 1962 ist es wieder ein Hotel, wobei es 2005 an die Vorkriegseigentümer übereignet wurde.

#### Bürgerressource
Die Bürgerressource (Resursa Obywatelska) wurde 1860–61 von Edward Cichocki und Piotr Leon Karasiński an Stelle des Palais Zamoyjski errichtet. Das Gebäude diente als Sitz der Warschauer Kaufmannsvereinigung, die zuvor im Palais Tarnowski untergebracht war. Im Gebäude gibt es mehrere große Ball- und Empfangssäle. 1944 wurde die Bürgerressource von der deutschen Wehrmacht niedergebrannt. Nach dem Wiederaufbau durch Michał Ptic-Borkowski diente sie als Ferienhaus. Zurzeit ist die Bürgerressource der Sitz der Polonia-Stiftung Wspólnota Polska, die sich der Zusammenarbeit mit den Auslandspolen widmet.

#### Kazanowski-Palast
1663 wurde hier anstelle des von 1637 bis 1643 erbauten Kazanowski-Palastes ein neues Gebäude errichtet. Die dazugehörende Kirche entstand von 1696 bis 1699 für die Barfußkarmeliterinnen. Beachtenswert sind vor allem die barocken Kreuzgänge und Portale sowie die Epitaphen. Seit der Auflösung des Ordens 1818 und der Umsiedlung der Nonnen ins Krakauer Kloster gehört es dem Warschauer Wohltätigkeitsverein. Die Szarytki-Nonnen betreuen seither die Kirche. Antonio Corazzi baute 1819 die Kapelle mit der Eisengusskonstruktion in dem Palais. Jan Jakub Gay leitete 1840–41 einen weiteren im Stil der florentinischen Neorenaissance Umbau. Während des Warschauer Aufstandes wurde das Palais von der deutschen Wehrmacht zerstört und 1949 wieder aufgebaut. 1950 wurde der Warschauer Wohltätigkeitsverein aufgelöst. Heute ist das Palais Sitz des Polnischen Caritas-Bundes.

#### John-Haus
Das John-Haus wurde um 1750 an der Südseite des Königsschlossplatzes anstelle eines älteren Palais erbaut und 1868 umgestaltet. Seit 1909 gehörte es Aleksander John, der es 1919 von Konrad Klos restaurieren ließ. Das Palais wurde 1944 von der deutschen Wehrmacht vollständig zerstört und ab 1949 nach den Gemälden Canalettos von Włodzimierz Wapiński und Kazimierz Thor rekonstruiert. Im gleichen Jahr wurde unterhalb des Hauses die erste polnische Rolltreppe errichtet, die den Schlossplatz mit der Ostwestunterführung verbindet. Nach deren Modernisierung seit 1997 wurde sie 2005 wieder der Öffentlichkeit zugänglich gemacht.

#### Palais Prażmowski
Das Palais Prażmowski (poln. Pałac Prażmowskich, auch Pałac Leszczyńskich, Pałac Rautenstrauchów, Pałac Dobrycza oder Pałac Joachima Pastoriusa) wurde von 1660 bis 1667 für den Hofarzt des Königs Johann II. Kasimir Pastorius im Barockstil errichtet und gegen 1754 und 1770 von Jakub Fontana im Rokokostil für die Magnatenfamilie Leszczyński umgebaut. Mikołaj Prażmowski erwarb das Palais bereits früher um 1700. Seit 1804 gehörte es dem Kaufmann Dobrycz. Später wurde das Palais in ein nördliches und südliches geteilt. Nach der Zerstörung im Zweiten Weltkrieg durch die deutsche Wehrmacht 1944 wurde das Palais 1948–49 wiederaufgebaut und beherbergt heute das Literaturhaus.

#### Palais Kurowski
Das Palais Kurowski wurde vor 1754 für den wohlhabenden Kaufmann Maciej Kurowski errichtet.
Die Gestaltung der Rückfront der Senatorska-Straße erfolgte 1790. Es wurde 1944 von der deutschen Wehrmacht vollständig zerstört und ab 1949 nach den Gemälden Canalettos von Zygmunt Stępiński rekonstruiert.

#### Palais Skalski
Das Palais Skalski, auch Palais Bizichowska genannt, wurde in den Jahren 1775 bis 1780 von Ephraim Schröger für den Hofarzt des Königs Stanisław August Poniatowski Józef Skalski im Stil des Klassizismus errichtet, in dem dieser eine Apotheke unterhielt. 1917 wurde es von Kazimierz Skórewicz und Kazimierz Tołłoczko restauriert. Es wurde 1944 von der deutschen Wehrmacht vollständig zerstört und 1948–49 von Mieczysław Kuźma rekonstruiert.

#### Wessel-Palast
Der Wessel-Palast, auch Ostrowski-Palast oder Alte Post genannt, wurde um 1750 für den General Andrzej Stanisław Załuski im spätbarocken Stil errichtet, der es 1761 an den Schatzmeister der Krone Teodor Wessel verkaufte. Von diesem erwarb es 1764 Antoni Ostrowski. 1780 wurde hier eine Poststelle eingerichtet. Aleksander Jan Woyde und Władysław Marconi bauten das Palais 1882 um. Es wurde 1944 von der deutschen Wehrmacht niedergebrannt und danach von Jan Bieńkowski rekonstruiert.

#### Haus Roesler & Hurtig
Das Haus Roesler & Hurtig wurde 1784–85 von Szymon Bogumił Zug auf der Rückfront des Palais Małachowski anstelle dessen Flügel und Tor im Stil der Neorenaissance für das gleichnamige Handelsunternehmen Roesler & Hurtig erbaut. Von 1886 bis 1888 wurde die Miodowa-Straße südlich des Hauses geschaffen, wobei der an das Haus grenzende Hof unter dem Stern abgerissen wurde. Zu dieser Zeit erhielt das Haus seine Südfront. 1913 wurde es umgebaut und an der Fassade wurde das Bildnis der Schwarzen Madonna von Tschenstochau angebracht. 1944 wurden das zweite und dritte Stockwerk von der deutschen Wehrmacht zerstört. Zygmunt Stępiński führte ab 1945 den Wiederaufbau durch.

#### Grodzicki-Haus
Das Grodzicki-Haus wurde 1851–52 von Henryk Marconi für Józef Grodzicki im Stil der Neorenaissance erbaut. Später ging es an Michalina Radziwiłł Rzyszczewski und Ludwik Czartoryski. Es wurde im Zweiten Weltkrieg von der deutschen Wehrmacht zerstört und 1950 von Bohdan Pniewski wiederaufgebaut.

#### Haus ohne Kanten
Das Haus ohne Kanten, auch Gebäude des Militärfonds genannt, wurde von 1932 bis 1934 von Czesław Przybylski und Stefan Bryła erbaut. Den Namen soll es von einem Ausspruch Józef Piłsudskis tragen „Nur keine Betrügereien!“ (Kanty, polnisch umgangssprachlich für Schwindel, Betrügereien).

#### Haus der Messalka
Das Haus der Messalka wurde 1910 von Juliusz Dzierżanowski für die berühmte Warschauer Sängerin Lucyna Messal erbaut. Es wurde während des Zweiten Weltkrieges von der deutschen Wehrmacht zerstört und in den Jahren von 1949 bis 1951 wiederaufgebaut, aber ohne die hohe, andere Häuser überragende Fassade, so dass nur das Hinterhofgebäude übriggeblieben ist.

#### Haus der Schneidergilde
Das Haus der Schneidergilde wurde vor 1733 für die Schneidergilde errichtet und im 19. Jahrhundert umgebaut. Es wurde während des Zweiten Weltkrieges von der deutschen Wehrmacht zerstört und in den Jahren von 1947 bis 1949 von Kazimierz Biernacki wiederaufgebaut.

#### Bernhardiner-Wache mit Glockenturm
Die Bernhardiner-Wache mit Glockenturm wurde 1820–21 auf Befehl des Statthalters General Józef Zajączek von Jan Chrystian Aigner für die Militärwache umgebaut. Charakteristisch sind die Arkaden auf toskanischen und ionischen Säulen nach römischem Vorbild.

### Denkmäler

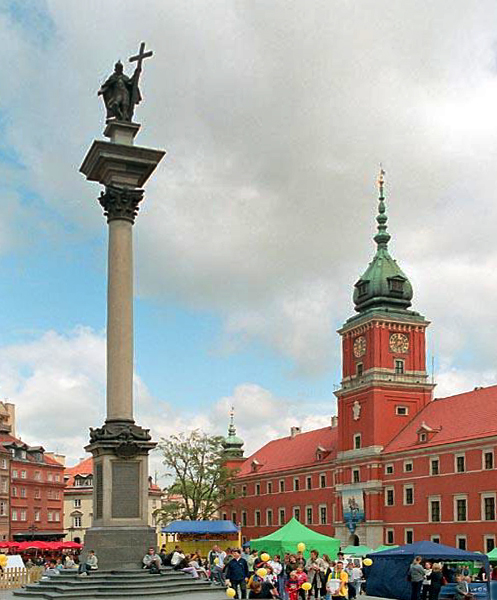
Sigismundssäule

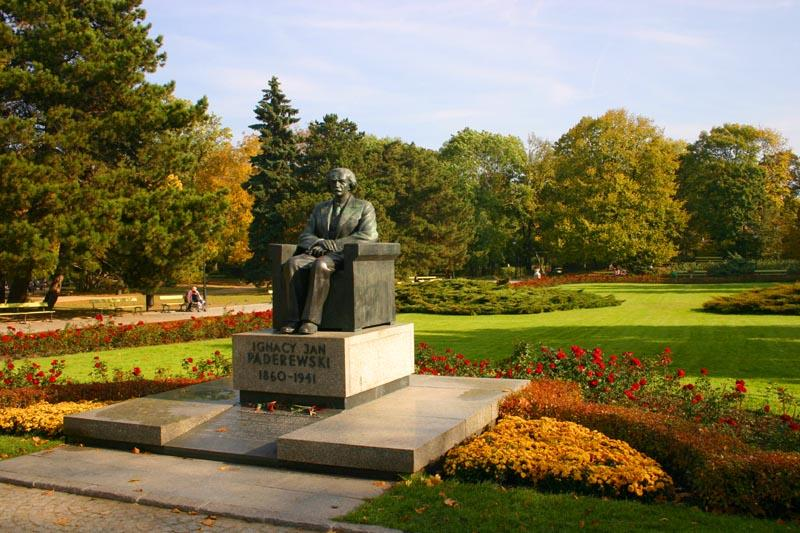
Ignacy-Jan-Paderewski-Denkmal

#### Sigismundssäule
Die Sigismundssäule im Herzen der Stadt am Schlossplatz gelegen ist das Wahrzeichen und das älteste weltliche Denkmal der polnischen Hauptstadt Warschau. Die barocke Säule wurde im Jahre 1644 von König Władysław IV. Wasa zur Erinnerung an seinen Vater Zygmunt errichtet, der Warschau 1596 zur Hauptstadt erklärt hatte.

#### Adam-Mickiewicz-Denkmal

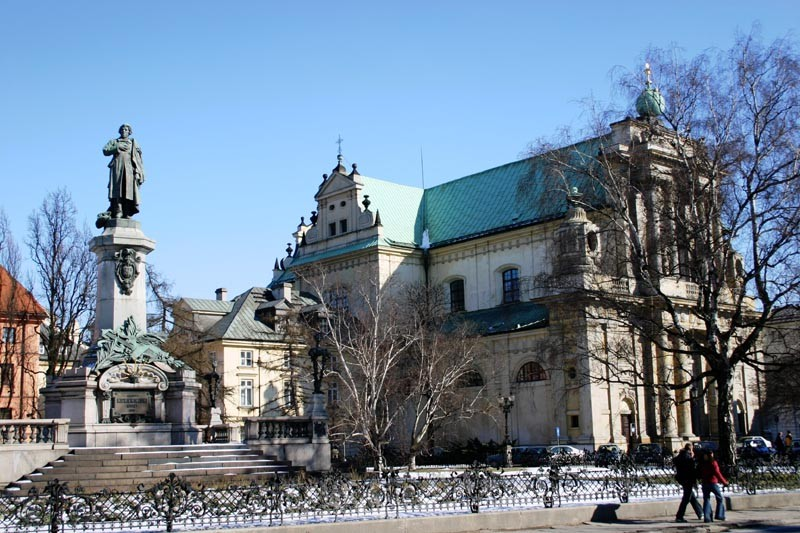
Adam-Mickiewicz-Denkmal

Das Adam-Mickiewicz-Denkmal wurde von Cyprian Godebski am 24. Dezember 1898 zum hundertsten Geburtstag des größten polnischen Dichterfürsten der Romantik anstelle einer Fontäne aufgestellt. Józef Pius Dziekoński und Władysław Marconi haben den das Denkmal umgebenden Park gestaltet, der heute nach dem amerikanischen Präsidenten Herbert C. Hoover Hoover-Platz genannt wird. 1942 wurde das Denkmal von der deutschen Wehrmacht zerstört und nach Hamburg gebracht. Nach dem Zweiten Weltkrieg wurden dessen Überreste, Kopf und Torso, nach Polen zurückgebracht. 1950 wurde das Denkmal von Jan Szczepkowski und Józef Trenarowski rekonstruiert.

#### Józef-Poniatowski-Denkmal

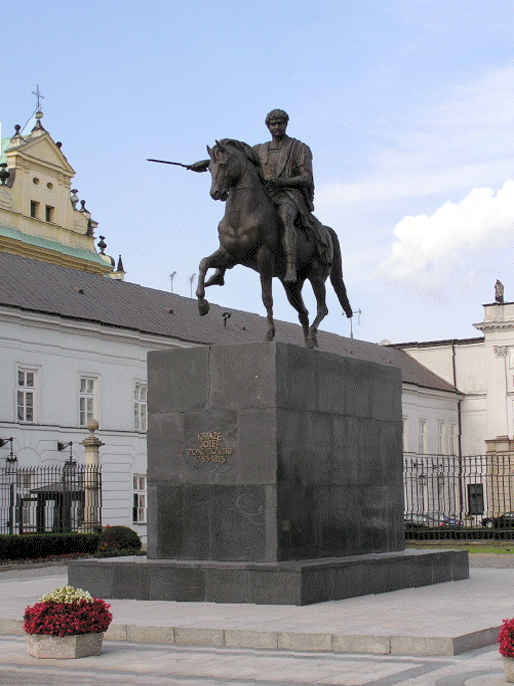
Józef-Poniatowski-Denkmal

Das Denkmal von Józef Antoni Poniatowski wurde von 1815 bis 1832 von Bertel Thorvaldsen zu Ehren des polnischen Generals Fürst Józef Poniatowski in der Napoleonischen Armee geschaffen, wobei Thorvaldsen die antike Reiterstatue Mark Aurels als Vorbild diente. Zar Nikolaus I. verbot 1834 jedoch die Aufstellung des Denkmals und ließ es in die Festungsanlage Modlin nördlich von Warschau bringen. Später schenkte er es dem General Iwan Paskiewicz, der es in seine Residenz nach Homel (heute Belarus) bringen ließ. Nach dem Polnisch-Sowjetischen Krieg kehrte das Denkmal 1922 nach Polen zurück und wurde auf dem Piłsudski-Platz vor dem Sächsischen Palais aufgestellt. Nach der Besetzung Warschaus durch die deutsche Wehrmacht wurde das Denkmal gesprengt und an dessen Stelle ein weißes „V“ für Viktoria aufgestellt, das von den polnischen Partisanen niedergebrannt wurde. Ein neuer Abguss des Denkmals wurde von der Stadt Kopenhagen, aus der Thorvaldsen stammte, der Stadt Warschau geschenkt und 1952 vor der Alten Orangerie im Łazienki-Park und 1965 auf dem Ehrenhof des Präsidentenpalastes aufgestellt.

#### Nikolaus-Kopernikus-Denkmal

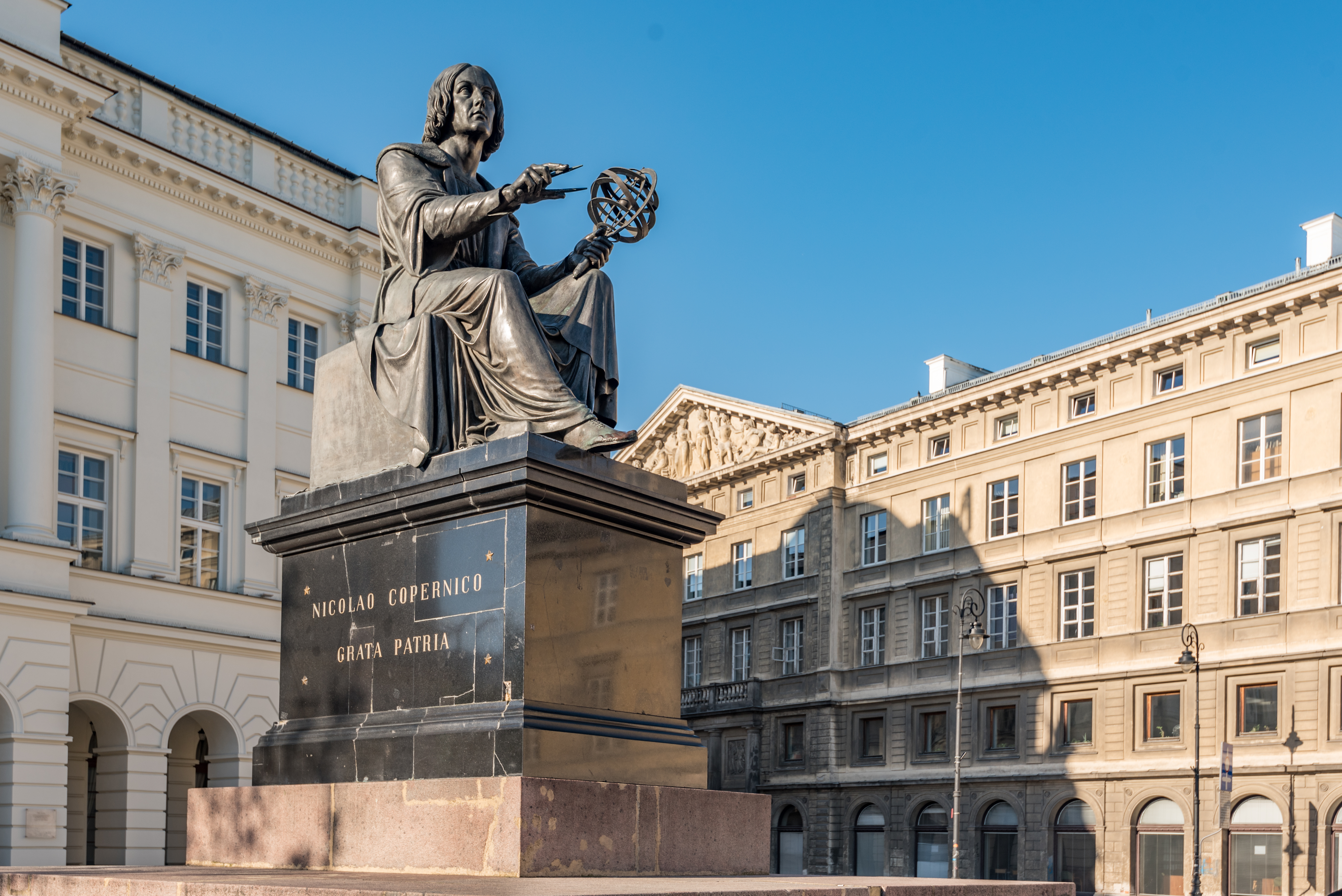
Nikolaus-Kopernikus-Denkmal (2004)

Das Nikolaus-Kopernikus-Denkmal wurde 1830 von Bertel Thorvaldsen auf Initiative von Stanisław Staszic geschaffen und von Julian Ursyn Niemcewicz vor dem Staszic-Palast enthüllt. Während der deutschen Besatzung im Zweiten Weltkrieg wurde das Denkmal mit deutschen Inschriften versehen, die von den polnischen Partisanen abgenommen wurden. 1944 brachte die deutsche Wehrmacht das Denkmal zum Verschrotten nach Neiße in Schlesien. Später wurde eine Kopie angefertigt, Kopien dieses Denkmals stehen auch in Montreal und Chicago.

#### Maria-von-Passau-Denkmal

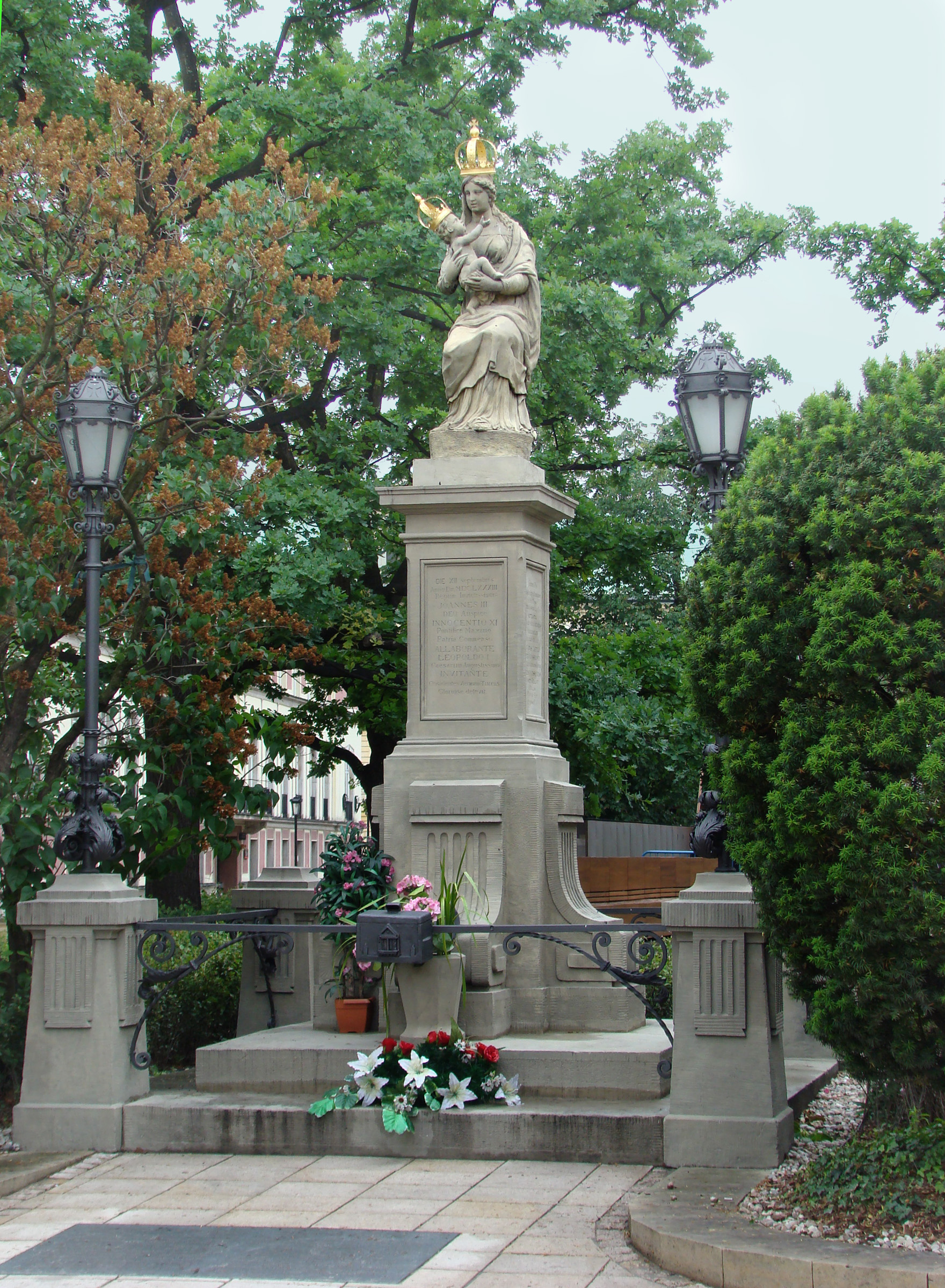
Passauer Marienbild in Warschau

Auf der Grünfläche vor dem Kazanowski-Palast erhebt sich die Barockstatue der Muttergottes von Passau. Sie wurde 1683 von Józef Szymon Bellotti errichtet und um 1880 mit Laternen von Józef Dietrich verziert.

#### Bolesław-Prus-Denkmal
Das Bolesław-Prus-Denkmal wurde in der Zwischenkriegszeit für einen der herausragendsten Schriftsteller des Positivismus errichtet, der vor allem das Warschau der Jahrhundertwende 1900 beschrieb und für den Literaturnobelpreis nominiert wurde.

#### Stefan-Wyszyński-Denkmal
Das Stefan-Wyszyński-Denkmal wurde 1987 zu Ehren des Polnischen Primas (1948 bis 1981) errichtet, der während der Zeit der Volksrepublik die polnische Kirche leitete, drei Jahre vom Gefängnis aus. Zur Anerkennung seiner Verdienste für Polen und die polnische katholische Kirche wird er auch Primas des Jahrtausends genannt. Seine Seligsprechung wird in den nächsten Jahren erwartet.

## Nowy Świat

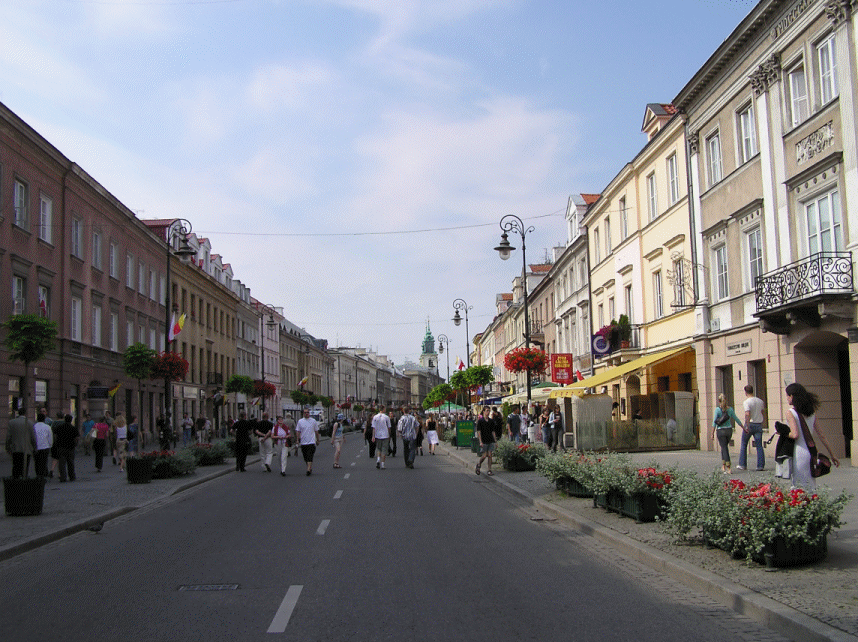
Nowy Świat

Die Straße Nowy Świat (Neue Welt) beginnt am Staszic-Palast und führt über den Rondo Charles’a de Gaulle’a bis zum Plac Trzech Krzyży. Bereits im 16. Jahrhundert war die Neue Welt die Hauptstraße der gleichnamigen Jurisdiktion. Sie wurde im 17. Jahrhundert im barocken Stil bebaut und zur Zeit Napoleons und Kongresspolens im neoklassischen Stil umgestaltet. Die gründerzeitlichen und Jugendstilbauten des späteren 19. und frühen 20. Jahrhunderts wurden nach 1945 nicht rekonstruiert, der Wiederaufbau versuchte den Zustand vom Anfang des Jahrhunderts wiederherzustellen.

### Paläste

#### Zamoyski-Palast
Der Zamoyski-Palast wurde von 1843 bis 1846 von Henryk Marconi und Adolf Woliński auf dem Ehrenhof des  Branicki-Palastes
im Stil der Neorenaissance erbaut. Als Vorbild diente der römische Palast Cancelleria. In der dreieckigen Attika schuf Paweł Maliński allegorische Statuen. Während des Januaraufstandes wurde am 19. Oktober 1863 von einem der Fenster des Palais ein missglücktes Bombenattentat auf den russischen Statthalter Fiodor Berg verübt. Nach der Stürmung des Palais durch die russische Armee wurde dessen Inventar zerstört und unter anderem das sich dort befindende Klavier von Frédéric Chopin aus dem Fenster geworfen. Der große polnische Poet der Romantik und Freund Chopins Cyprian Kamil Norwid nahm dieses Ereignis zum Anlass für sein Gedicht Chopin Klavier. Das Palais wurde konfisziert und vom russischen Militär als Casino genutzt. In der Zwischenkriegszeit befand sich das Innenministerium im Palais. Während des Warschauer Aufstands 1944 wurde es von der deutschen Wehrmacht zerstört. Von 1948 bis 1950 führte Mieczysław Kuźma den Wiederaufbau aus. Heute befinden sich mehrere Institute der Universität Warschau in dem Palais.

#### Kossakowski-Palast
Der Kossakowski-Palast wurde 1784 für den Kaufmann Izaak Ollier nach dem Vorbild des Palais Tepper in der Miodowa-Straße errichtet. 1780 erwarb er zusammen mit seiner Frau Marianna das Palais von dem Fürsten August Kazimierz Sułkowski. 1848 kaufte der Großgrundbesitzer Władysław Pusłowski das Palais und Henryk Marconi führte von 1849 bis 1851 den Ausbau desselben im Stil der Neorenaissance durch. Die Statuen der Musen an der Fassade gehen auf Paweł Maliński zurück. Die Ehefrau Stanisław Szczesnys Fürstin Aleksandra Laval Kossakowska erwarb das Palais 1853 und richtete dort die berühmte Kossakowski-Galerie ein. Hierfür ließ sie das Palais von Franciszek Maria Lanci 1858 umbauen. 1859 wohnte Zar Alexander II. in dem Palais und 1874 fanden dort die berühmten literarischen Abende statt. 1910 wurde von Stefan Szyller in dem Garten des Palais das Palais de Glace errichtet. 1930 verkauften die Kossakowskis das Ensemble an die Warschauer Versicherungen AG. 1939 wurde das Palais bei dem Bombardement der deutschen Luftwaffe stark beschädigt und 1944 von der Wehrmacht völlig zerstört. Den Wiederaufbau leitete von 1946 bis 1949 Mieczysław Kuźma.

#### Palais Sanguszko
Das Palais Sanguszko, auch Palais Jabłonowski genannt, wurde um 1750 für den königlichen Chefkoch Adam Łodzia Poniński im Stil des Rokoko erbaut. Später ging es an die Magnatenfamilie Jabłonowski. 1784 erwarb der Woiwode von Wolhynien Hieronim Sanguszko das Palais. Um 1820 wurde der Woiwode Maksymilian Jabłonowski Eigentümer des Palais, der die Rokokodekoration entfernen ließ. 1902 wurde hier das berühmte Café Louvre eröffnet. Später hatte die Westbank hier eine Filiale. Während des Warschauer Aufstandes 1944 wurde das Palais von der deutschen Wehrmacht vollständig zerstört. 1950 wurde es im spätbarocken Stil von Zygmunt Stępiński rekonstruiert.

#### Branicki-Palast
Der Branicki-Palast wurde um 1850 von Henryk Marconi anstelle des Palais Baden aus dem 18. Jahrhundert, das bereits 1812 teilweise abgetragen und 1819 von Konstancja Bilicka erworben wurde, im Stil der Neurenaissance erbaut. Wincentyna Lewinska ließ den neuen Palast 1852 umbauen und verkaufte es dann an die Magnatenfamilie Branicki. Das Palais besaß einen sehr großen Barockgarten. Vor 1852 kamen zwei Offizine hinzu. Die Offizine vor dem Palais haben in den Innenräumen teilweise noch gotische Gewölbe. Eine 1851 dort eingerichtete Apotheke zählt zu den ältesten und schönsten in Polen. Ksawery Branicki errichtete ab 1899 mehrere Miethäuser am Schlossgarten. In der Zwischenkriegszeit befand sich die britische Botschaft im Palais. Das Palais wurde 1944 von der deutschen Wehrmacht zerstört. Den Wiederaufbau von 1948 bis 1950 leiteten Zygmunt Stępiński und Bolesław Gałązka. Seither befindet sich ein Standesamt dort.

#### Palais Bürger
Das Palais Bürger wurde um 1820 von Fryderyk Albert Lessel anstelle eines Augustiner-Hospitals von vor 1743 für Karol Bürger, den Generalpostmeister, errichtet. Doch bereits in den 1820er Jahren erwarb der russische General Władimir Knorring das Palais. In den 1870er Jahren befand sich im Palais die berühmteste Warschauer Konditorei von Antoni Kazimierz Blikle, die bis heute zu den besten in Mitteleuropa zählt. In der Zwischenkriegszeit wurde dort eine Bücherei eingerichtet. Nach den Zerstörungen des Zweiten Weltkriegs wurde das Palais 1949 rekonstruiert.

#### Stroński-Palais
Das Stroński-Palais (auch Stroński-Mietshaus genannt) wurde von 1780 bis 1790 von Szymon Bogumił Zug anstelle eines älteren Palais von vor 1750 für Andrzej Stroński erbaut. In der Zwischenkriegszeit gehörte das Palais nachfolgend dem Kaufmann Salomon Neuman, dem Polizeipräsidium Warschau sowie einer Zeitungsredaktion.

#### Palais Abramowicz
Das Palais Abramowicz wurde um 1785 von Szymon Bogumił Zug im Stil des Rokoko für den Kaufmann Grzegorz Abramowicz erbaut. Während des Warschauer Aufstands 1944 wurde es von der deutschen Wehrmacht zerstört. Von 1947 bis 1950 wurde es von Mieczysław Kuźma und Zygmunt Stępiński wiederaufgebaut.

### Gebäude

#### Nationale Wirtschaftsbank

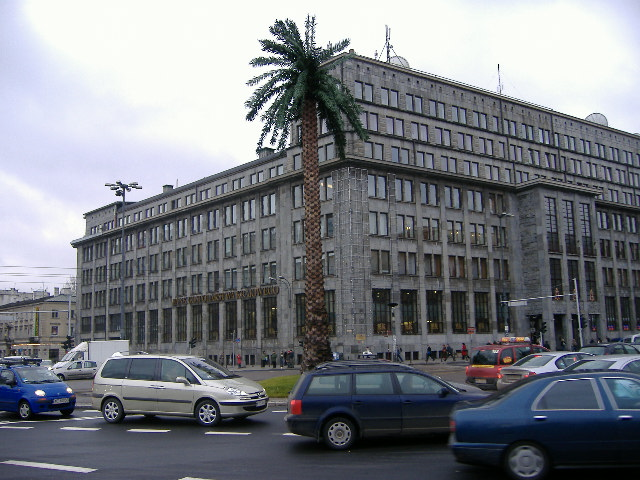
Nationale Wirtschaftsbank

Das Gebäude der Nationalen Wirtschaftsbank (Bank Gospodarstwa Krajowego) wurde von 1928 bis 1931 von Rudolf Świerczyński anstelle des von 1762 bis 1770 erbauten Palais Opaliński errichtet. Der Innenausbau durch J. Kasprzycki wurde bis zum deutschen Überfall auf Polen 1939 nicht fertiggestellt. Während des Zweiten Weltkrieges wurde das Gebäude beschädigt und 1955–56 durch Hipolit Rutkowski rekonstruiert und nach Osten und Süden ausgebaut.

#### Gebäude der Vereinigten Polnischen Arbeiterpartei
Das Gebäude des Zentralkomitees der Vereinigten Polnischen Arbeiterpartei wurde von 1948 bis 1951 für die kommunistische Partei im Stil des Modernismus von Wacław Kłyszewski, Jerzy Mokrzyński und Eugeniusz Wierzbicki am heutigen Charles-de-Gaulle-Rondo errichtet. Seit 1991 befand sich hier die wiedergegründete Warschauer Wertpapierbörse. Seit 2009 steht das Gebäude unter Denkmalschutz.

#### Nationalmuseum
Das Gebäude des Nationalmuseums wurde von 1926 bis 1938 von Prof. Tadeusz Tołwiński für die 1862 als Museum der Schönen Künste gegründete Sammlung erbaut, die 1916 zum Nationalmuseum ausgeweitet wurde. Im Zweiten Weltkrieg wurde das Gebäude beschädigt und die meisten Sammlungen wurden nach Deutschland ausgeführt. Teilweise gelang es sie nach dem Zweiten Weltkrieg zurückzuführen. Rund zwei Millionen Kunstobjekte sind allerdings bis heute verschollen. Das Museum besitzt eine wertvolle Sammlung der antiken und mittelalterlichen Kunst, der polnischen Kunst aus dem 16. bis 21. Jahrhundert und Sammelobjekte fremder Kunst sowie Sammlungen der Gewerbekunst und der Münzen. Besondere Beachtung verdienen die frühchristlichen Fresken aus Faras (Sudan), die von polnischen Archäologen entdeckt wurden, die Gemäldesammlung der italienischen, holländischen und flämischen Meister aus der frühen Neuzeit, sowie der polnischen Kunst des Mittelalters, der Neuzeit, der Romantik, des Realismus und der Moderne.

#### Museum der Polnischen Armee
Das Museum der Polnischen Armee stammt aus der Zwischenkriegszeit und wurde 1920 von Marschall Józef Piłsudski gegründet. Im Museum befindet sich die größte Militariasammlung in Polen, die Ausstellungsstücke aus über tausend Jahre polnischer Militärgeschichte präsentiert. Es besitzt auch eine orientalische Waffensammlung, die auf die von Jan III. Sobieski 1683 bei Wien eroberten Waffen der osmanischen Armee Kara Mustafa zurückgeht. Das Museum befindet sich im Seitenflügel des Warschauer Nationalmuseums. Im Museumspark und auf dem Gebiet des Czerniakowski-Fortes sind Ausstellungsstücke der schweren Kampfausrüstung zu sehen. Die Militariasammlung ist eine der größten in Europa.
Seit 1993 beherbergt das Czerniakowski-Fort auch das Katyń-Museum, das die Ermordung von 40.000 polnischen Offizieren durch den sowjetischen NKWD um 1940 dokumentiert.

#### Alte Post
Die Alte Post wurde 1829 im Stil der Neorenaissance erbaut und 1850 erweitert. Im Zweiten Weltkrieg wurde sie von der deutschen Wehrmacht zerstört und 1950 wiederaufgebaut.

#### Nagórski-Haus
Das Nagórski-Haus wurde 1910 von Juliusz Nagórski im frühmodernistischen Stil erbaut.

#### Gelbard-und-Sigalin-Haus
Das Gelbard-und-Sigalin-Haus wurde 1932 von Jerzy Gelbard und Roman Sigalin im futuristischen Stil erbaut.

#### Erstes Lessel-Haus
Das Lessel-Haus wurde 1827 von Józef Grzegorz Lessel im klassizistischen Stil erbaut. Von der deutschen Wehrmacht 1944 zerstört, wurde es 1949 von Teodor Bursze wiederaufgebaut.

#### Zweites Lessel-Haus
Das Lessel-Haus wurde von 1829 bis 1830 von Józef Grzegorz Lessel im klassizistischen Stil erbaut. Von der deutschen Wehrmacht 1944 niedergebrannt, wurde es 1946 wiederaufgebaut.

#### Hołowczyc-Palast
Der Hołowczyc-Palast wurde 1820 von Antoni Corazzi im klassizistischen Stil erbaut. Charakteristisch ist das Portal mit sechs dorischen Säulen. Von der deutschen Wehrmacht 1944 niedergebrannt, wurde es 1949 von Piotr Biegański wiederaufgebaut.

#### Boretti-Haus
Das Boretti-Haus wurde um 1800 von Józef Boretti im klassizistischen Stil erbaut. Von der deutschen Wehrmacht 1944 zerstört, wurde es 1950 von Mieczysław Kuźma und Zygmunt Stępiński wiederaufgebaut.

#### Schimmelpfennig-Haus
Das Schimmelpfennig-Haus wurde um 1800 von Adolf Schimmelpfennig im klassizistischen Stil erbaut. Von der deutschen Wehrmacht 1944 zerstört, wurde es 1950 wiederaufgebaut.

#### Bentkowski-Haus
Das Bentkowski-Haus wurde von 1819 bis 1822 von Hilary Szpilowski für den Professor Feliks Bentkowski im klassizistischen Stil erbaut. Charakteristisch sind die vier dorischen Säulen in der Fassade. Von der deutschen Wehrmacht 1944 zerstört, wurde es 1949 von Zygmunt Stępiński und Mieczysław Kuźma wiederaufgebaut.

#### Mikulski-Haus
Das Mikulski-Haus wurde von 1820 bis 1832 für den reichen Warschauer Bürger Mikulski im klassizistischen Stil erbaut. Von der deutschen Wehrmacht 1944 zerstört, wurde es 1950 von J. Bajla wiederaufgebaut.

#### Gołębiowski-Haus
Das Gołębiowski-Haus wurde 1860 von Stanisław Gołębiowski im Neorenaissancestil erbaut. Von der deutschen Wehrmacht 1944 zerstört, wurde es 1950 wiederaufgebaut.

#### Zrazowski-Haus
Das Zrazowski-Haus wurde von 1820 bis 1830 für den reichen Warschauer Bürger Mateusz Zrazowski im klassizistischen Stil erbaut. Von der deutschen Wehrmacht 1944 zerstört, wurde es 1950 von Mieczysław Kuźma und Zygmunt Stępiński wiederaufgebaut.

### Denkmäler

#### Charles-de-Gaulle-Denkmal
Das Denkmal zu Ehren Charles de Gaulle wurde auf dem gleichnamigen Rondo in den 1990er Jahren aufgestellt. Der spätere französische Präsident war nach dem Ersten Weltkrieg mehrere Jahre in Warschau tätig und gestaltete den Wiederaufbau der Polnischen Armee mit.

## Aleje Ujazdowskie
Die Aleje Ujazdowskie beginnen am Platz der Drei Kreuze in dessen Mitte die Alexanderkirche steht und verlaufen bis nach Wilanów. Sie wurden 1766 als Alleen anstelle des 1724 bis 1731 von Joachim Daniel von Jauch angelegten Kalwariaweg. Seit 1784 hat sich der Name Aleje Ujazdowskie eingebürgert. Südöstlich zweigt die Wiejska-Straße ab, an der sich die Regierungsgebäude des Sejm und Senat befinden. Der zunächst barocke Platz der Drei Kreuze wurde 1724 angelegt und wurde 1770 bis 1787 im klassizistischen Stil umgestaltet sowie 1817 nach Süden erweitert. 1817 wurde der Platz bis 1915 in Aleksander-Platz umbenannt. An den Alleen befinden sich viele Botschaftsvillen aus dem 19. Jahrhundert, die vor allem im eklektischen Stil entstanden.

### Paläste

#### Schloss Ujazdowski

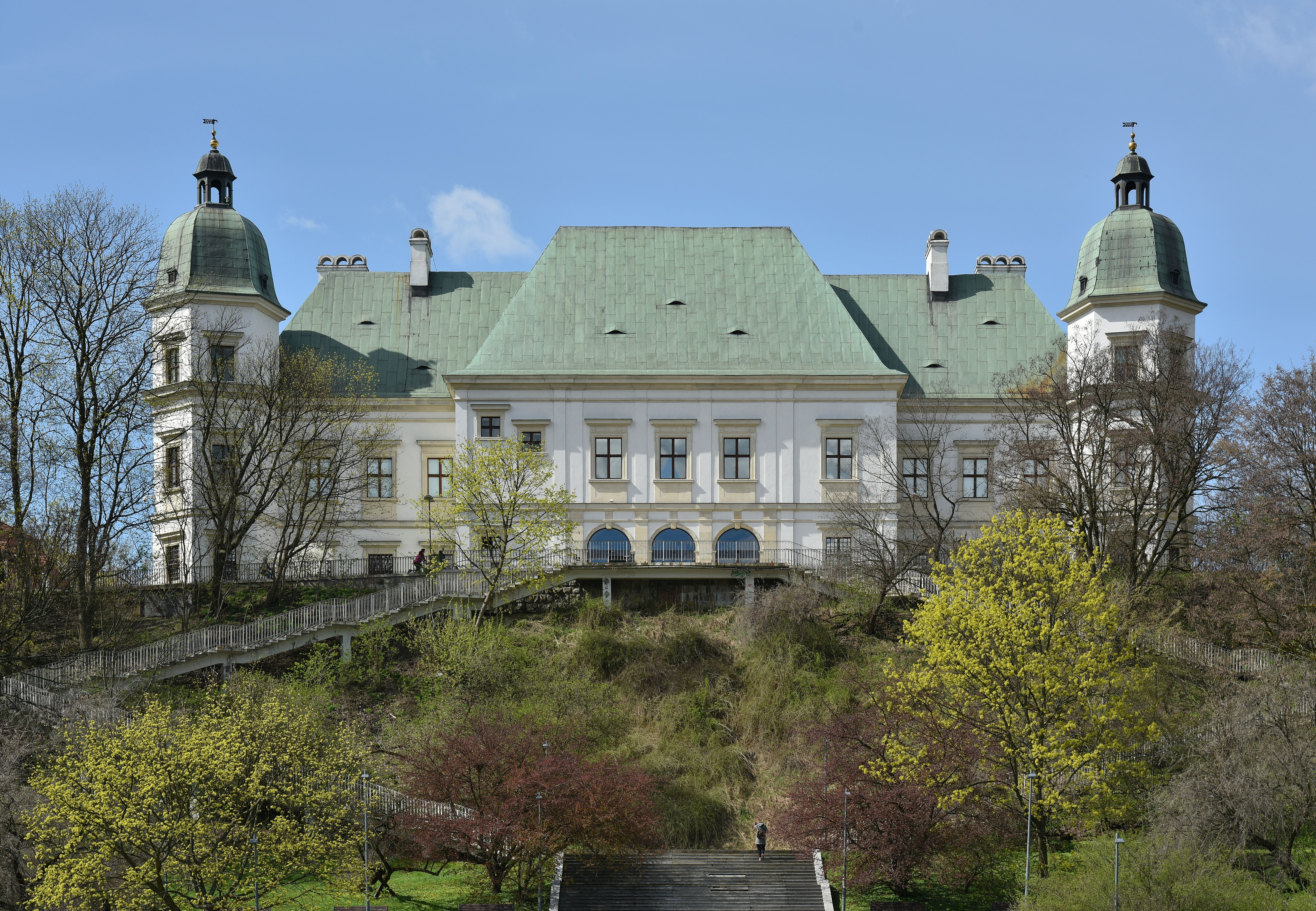
Schloss Ujazdowski

Auf dem Gelände des Schloss Ujazdowski befand sich ursprünglich eine mittelalterliche Burg der Herzöge von Masowien mit dem Namen Jazdów. Auf dem Gebiet der Burg entstand ein kleines Jagdschloss, das später zum Schloss Ujazdowski ausgebaut wurde. Das Schloss und seine Nebenanlagen dienten zunächst als Kaserne und in den folgenden fast 150 Jahren bis zum Zweiten Weltkrieg als Militärkrankenhaus. Es wurde während des Zweiten Weltkriegs von der deutschen Wehrmacht in Brand gesetzt und dabei zu 40 Prozent zerstört. Erst 1975 wurde es im ursprünglichen, frühbarocken Stil rekonstruiert. 1981 wurde es zum Sitz eines der hervorragendsten europäischen Zentren für zeitgenössische Kunst.

#### Łazienki-Palast

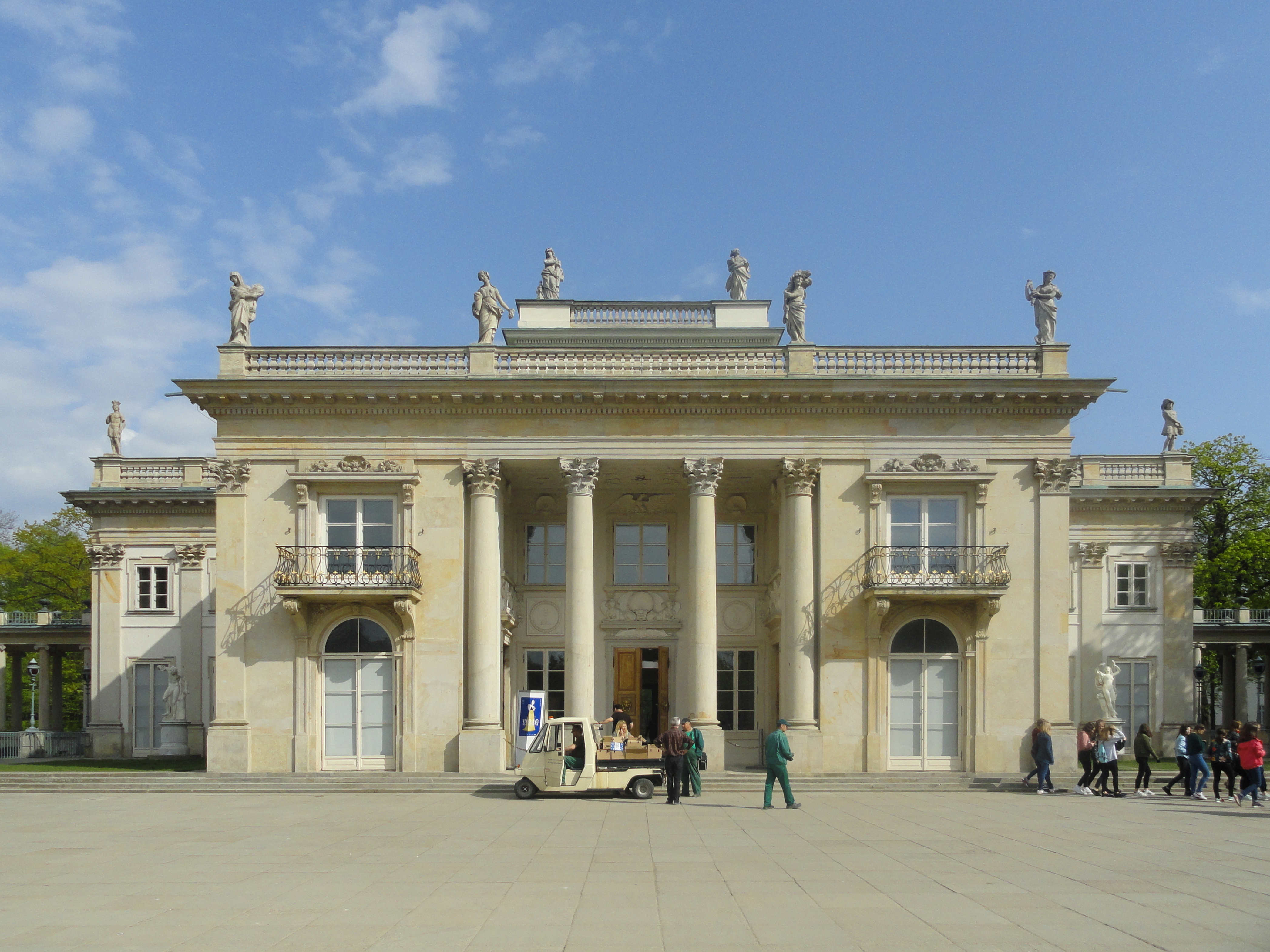
Łazienki-Palast

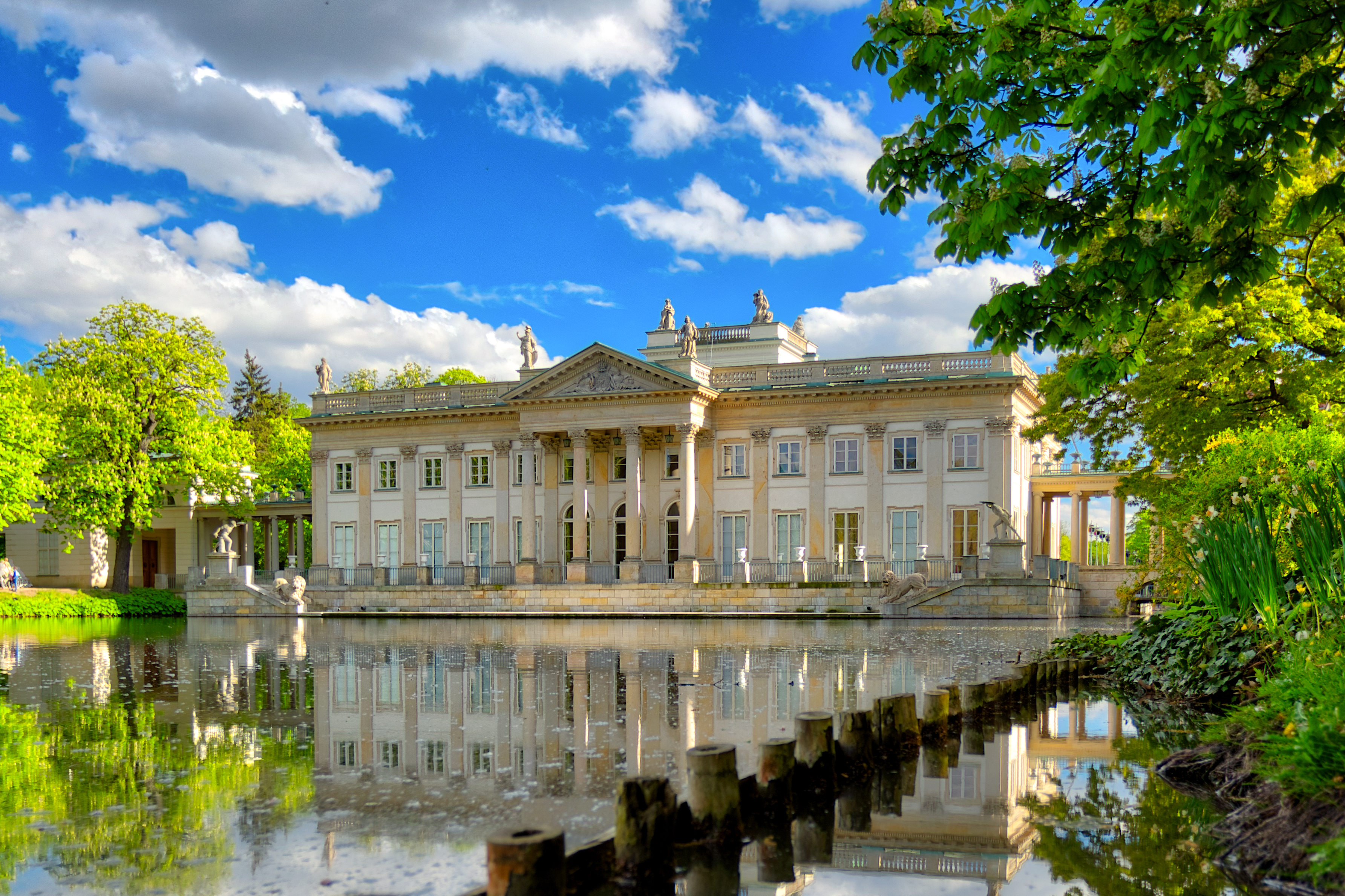
Łazienki-Palast von Norden

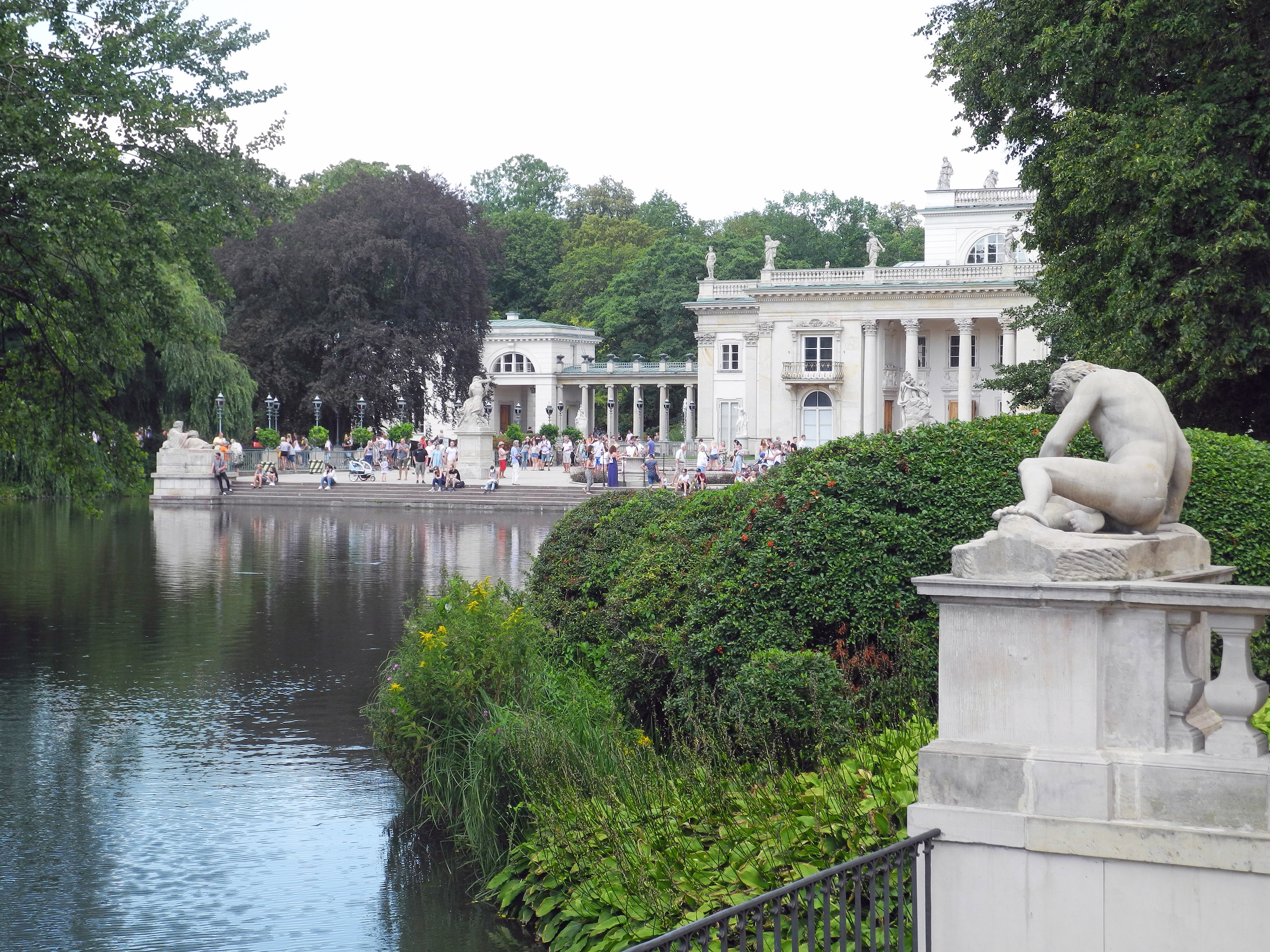
Łazienki-Palast von Süden

Der Łazienki-Palast (poln. Pałac Łazienkowski oder Pałac na Wodzie), auch Palast auf dem Wasser oder Palast auf der Insel genannt, wurde im 17. Jahrhundert von Tylman van Gameren für Stanisław Herakliusz Lubomirski, den Eigentümer von Ujazdów, errichtet. Von 1772 bis 1793 baute Domenico Merlini das Schloss im Łazienki-Park für Stanislaus August Poniatowski um, der es zu seiner Residenz machte.
Der Łazienki-Palast wird vom Łazienki-Park (deutsch: Park der Bäder) umgeben. Es ist mit 80 Hektar die größte Parkanlage in Warschau. Die Gartenanlage wurde im 17. Jahrhundert von Tylman van Gameren im Stil des Barock für Stanisław Lubomirski errichtet. Namensgebend für den Park war ein Badepavillon, der damals errichtet wurde. Im Jahr seiner Wahl zum polnischen König 1764 erwarb Stanisław August Poniatowski den Schlossgarten. Die Anlage des neuen klassizistischen Gartens wurde zum Lebenswerk von Stanisław II. August. Die Parkanlage schufen Dominik Merlini und Jan Chrystian Kamsetzer sowie den Gartenarchitekt Johann Christian Schuch. Die wichtigsten Gebäude sind um den Łazienki-See und -Fluss konzipiert, wie das Palais auf dem Wasser, das Theater auf der Insel sowie das Sobieski-Denkmal. Die meisten Gebäude wurden nach dem Warschauer Aufstand 1944 von der deutschen Wehrmacht niedergebrannt. Die Bausubstanz blieb aber im Vergleich zur Altstadt dennoch relativ gut erhalten, so dass der Wiederaufbau in den ersten Nachkriegsjahren vollendet werden konnte.

#### Weißes Haus
Das Weiße Haus war eines der ersten Gebäude, die von Dominik Merlini im Łazienki-Park vollendet wurden. Es befindet sich auf dem Königsweg von den Aleje Ujazdowskie zum Palais auf dem Wasser. Der Bau dauerte von 1774 bis 1776 für die Geliebte des Königs Stanislaus II. August Elżbieta Grabowska. Das Weiße Haus ist auf quadratischem Grundriss errichtet worden. Das Innere wurde mit Fresken von Jan Bogumił Plersch und Jan Ścisło geschmückt. Das kleine Gebäude war für die Mätresse Stanislaus Augusts vorgesehen. Während seines Exils lebte hier aber auch Ludwig XVIII. Obwohl das Weiße Haus nach dem Warschauer Aufstand von der deutschen Wehrmacht teilweise niedergebrannt wurde, blieb es dennoch eines der am besten erhaltenen Gebäude im Łazienki-Park. Das Innere ist zum großen Teil im Originalzustand der Zeit Stanislaus August Poniatowski erhalten geblieben.

#### Myślewicki-Palast

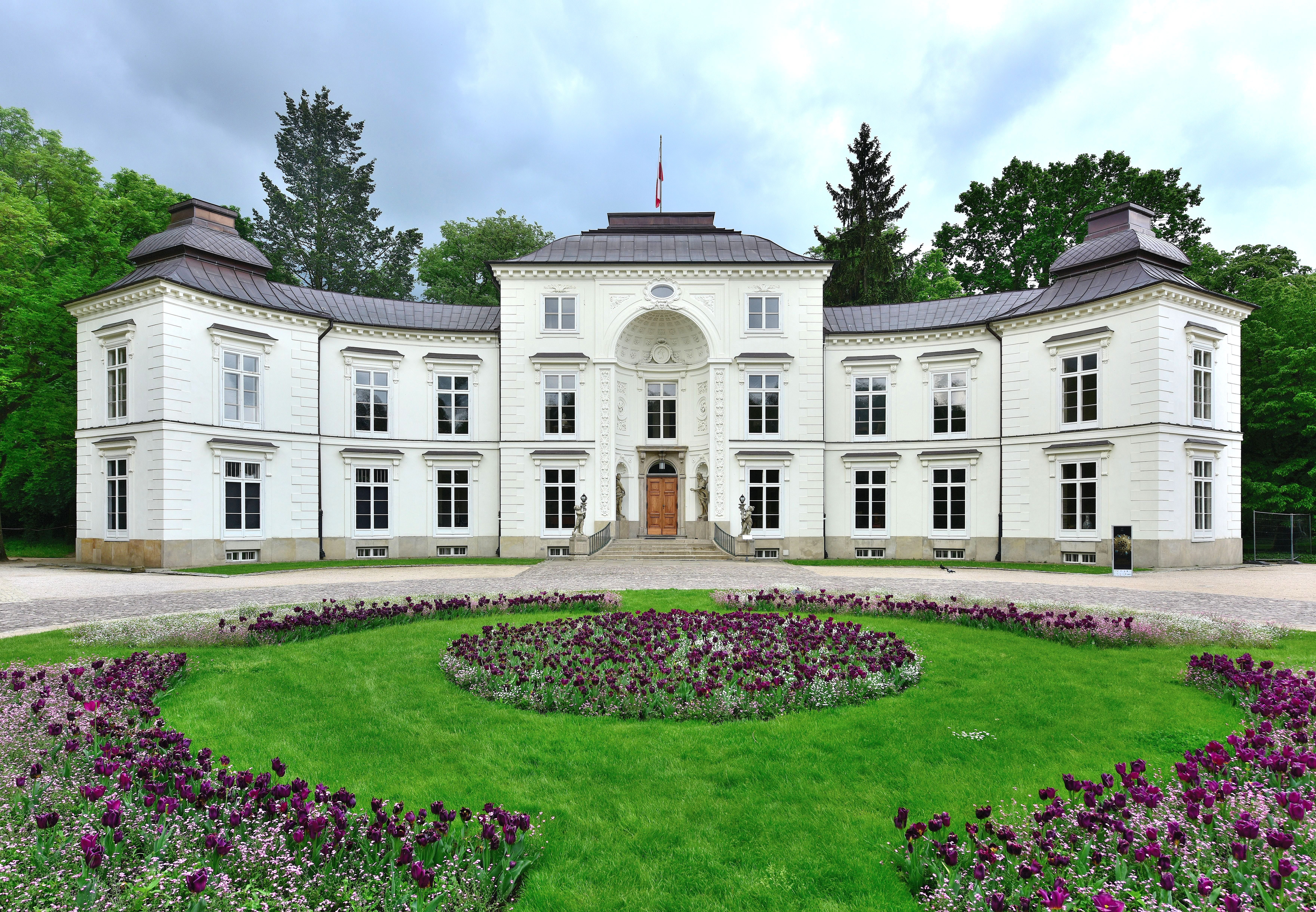
Myślewicki-Palast

Der frühklassizistische Myślewicki-Palast im Łazienki-Park verdankt seinen Namen dem Dorf Myślewice. Der Palast wurde in Auftrag König Stanislaus II. Augusts von 1775 bis 1779 von Dominik Merlini in drei Phasen errichtet. Das zunächst auf einen quadratischen Grundriss errichtete Gebäude wurde um zwei Rundflügel ergänzt. Im Inneren ist die Originaldekoration des Esssaals mit Ansichten von Rom und Venedig sowie das vom Maler Jan Bogumił Plersch gestaltete Bad erhalten geblieben. Ursprünglich für Angehörige des Königshofes vorgesehen, ging es später an Józef Antoni Poniatowski über, dessen Initialen in eine Kartusche über dem Eingang eingearbeitet wurden.

#### Belvedere

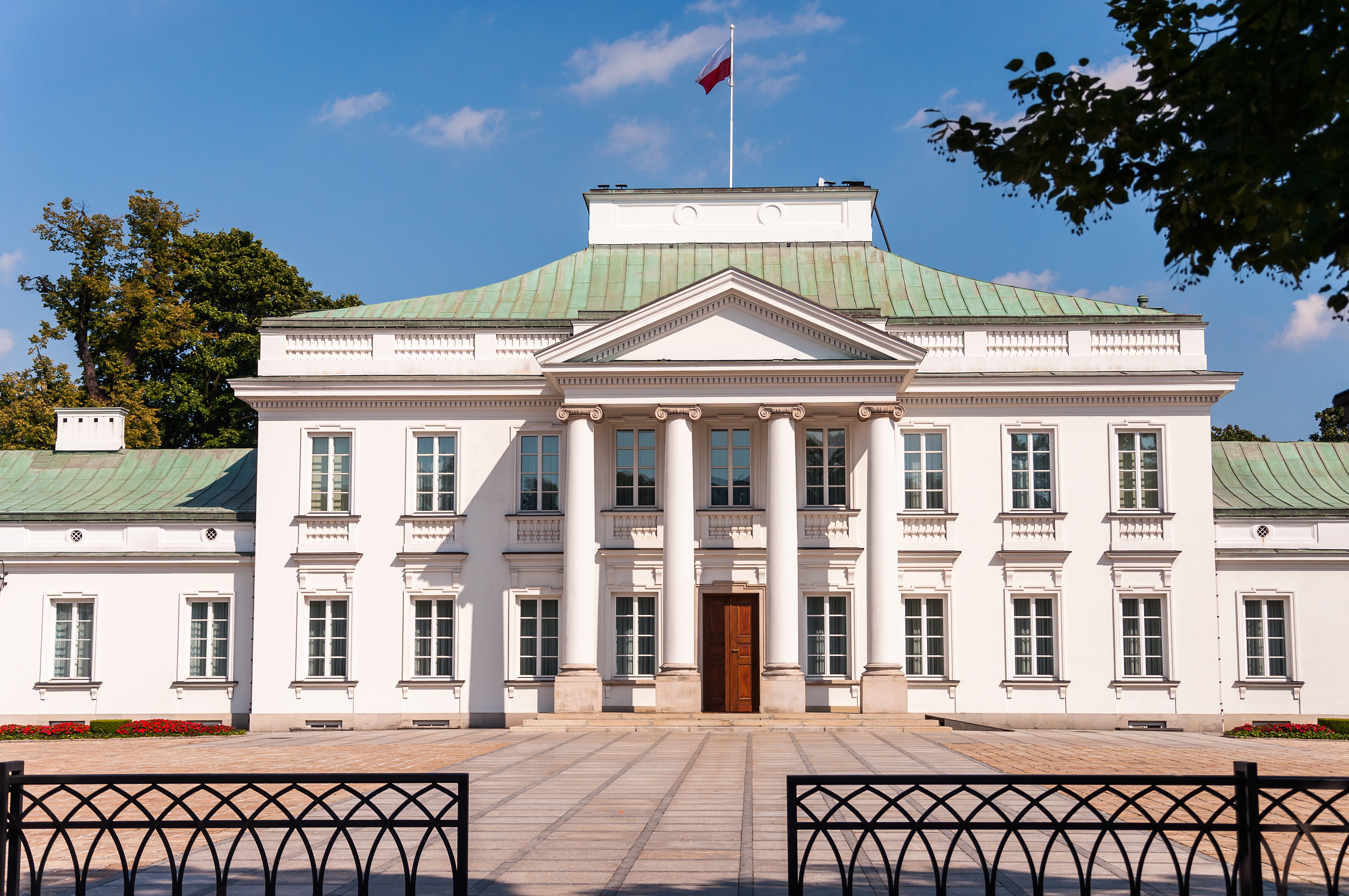
Belvedere

Das Palais Belvedere (poln. Belweder) von 1660 befindet sich auf einem Hügel am westlichen Rand des Łazienki-Parks. Von 1817 bis 1830 diente es als Privatpalais des russischen Statthalters Großfürst Konstantin Romanow, dem Bruder des Zaren. In der Zwischenkriegszeit sowie von 1989 bis 1994 diente es dem polnischen Präsidenten als Wohnsitz.

#### Śleszyński-Palais
Das Śleszyński-Palais, auch Palais des Józef Fox genannt, wurde 1826 von Antonio Corazzio im spätklassizistischen Stil für die Śleszyńskis errichtet. Die Śleszyńskis richteten von 1825 bis 1827 einen öffentlichen Garten um das Palais an, der Schweizer Tal genannt wurde. Das Palais wurde 1944 von der deutschen Wehrmacht zerstört und nach dem Zweiten Weltkrieg von Helena Syrkusowa und Szymon Syrkus rekonstruiert. Die Botschaft der Republik Jugoslawien hatte hier ihren Sitz.

#### Sobański-Palast
Der Sobański-Palast wurde 1852–53 von Julian Ankiewicz im Stil der toskanischen Neurenaissance gebaut. 1912 kamen die Büsten der polnischen Könige Kazimierz der Große und Władysław II. Jagiełło nach dem Vorbild der Sarkophage in der Krakauer Wawelkathedrale hinzu. Im Garten steht eine Davidstatue aus dem 19. Jahrhundert, die eine Kopie der um 1440 angefertigten Skulptur von Donatello ist.

#### Villa Wilhelm Ellis Rau
Das Palais Wilhelm Ellis Rau wurde von 1865 bis 1868 von Leandro Marconi im Neorenaissancestil für den Großindustriellen und Mitgründer der Metalurgiefabrik Lilpop, Rau i Loewenstein Wilhelm Ellis Rau errichtet. Leandro Marconi ist auch der Autor der beiden allegorischen Statuen Architektur und Bildhauerkunst auf der Fassade. Auf Andrzej Pruszyński gehen die beiden anderen Figuren, die die Malerei und Mechanik symbolisieren, zurück. Beide Künstler schufen auch die antiken Büsten an der Fassade. Ludwik Kucharzewski schuf die Fontäne und die Statuen im Garten. Das sehr gelungene Palais fand Beachtung weit über Kongresspolen hinaus. 1884 schuf Antoni Siedek in Krakau der dortige Czapski-Palast nach dem Vorbild dieses Baus. 1906 erwarb die Fürstin Maria Sapieha Branicka das Palais, das nach ihrem Tod an ihre Tochter Fürstin Maria Branicka Radziwiłł ging. 1906 ließen Fürstin Maria Sapieha Branicka und Fürst Jerzy Radziwill das Palais durch einen Flügel mit dem ebenfalls ihnen gehörenden Palais Lilpop verbinden. In den 1930er Jahren wurde das Palais von der neuen Eigentümerin Fürstin Izabella Radziwiłł an das Außenministerium vermietet. 1944 wurde es von den deutschen Wehrmacht niederausgebrannt und in den Jahren 1948–49 von Szymon Syrkus und dem Schweizer Hans Schmidt rekonstruiert. Es dient seither als Botschaft der schweizerischen Eidgenossenschaft. In die Seitenfassade wurden erhaltengebliebene Medaillen von Ludwik Kucharzewski aus dem Jahre 1882 eingemauert. Die Statuen und die Gartenfassade wurden jedoch nicht rekonstruiert.

#### Lesser-Palast
Der Lesser-Palast, auch Rembieliński-Palast oder Poznański-Palast genannt, wurde von 1859 bis 1865 von Franciszek Maria Lanci errichtet. Aleksander Rembeliński erwarb das Grundstück von den Lessers und ließ den Palast im neoklassizistischen Stil erbauen. Bereits 1865 ging es in noch nicht vollendetem Zustand an Jan Kurtz und Stanisław Ratyński, wobei ersterer 1866 Alleineigentümer wurde. Der Großfabrikant Izrael Poznański aus Łódź erwarb das Palais 1900. Ab 1918 befand sich hier die französische und ab 1924 die dänische Botschaft. Abraham Sojka erwarb das Palais 1935 und richtete in ihm ein Offizierscasino ein. Das Palais wurde 1939 von der deutschen Wehrmacht beschädigt und 1944 zerstört. Den Wiederaufbau 1949 leiteten Wacław Kłyszewski, Jerzy Mokrzyński und Eugeniusz Wierzbicki. Hier befand sich zunächst das Museum der Geschichte der Vereinigten Polnischen Arbeiterpartei sowie später der Sitz der Vereinigung der Kämpfer für Freiheit und Demokratie.

#### Palais zur Artischocke
Das Palais zur Artischocke wird auch Palais Marconi bezeichnet.

#### Palais Eliza Wielopolska
Das Palais Eliza Wielopolska wurde von 1875 bis 1876 von Józef Huss errichtet.

#### Palais Dziewulski
Das Palais Dziewulski wurde 1909–10 von Władysław Marconi für den bekannten Juristen und Ökonom Stefan Dziewulski und seine Frau Antonina Maria Natanson anstelle eines älteren Gebäudes im Neorenaissancestil errichtet. 1946 wurde in dem Palais die Botschaft Bulgariens eingerichtet.

#### Palais Karnicki

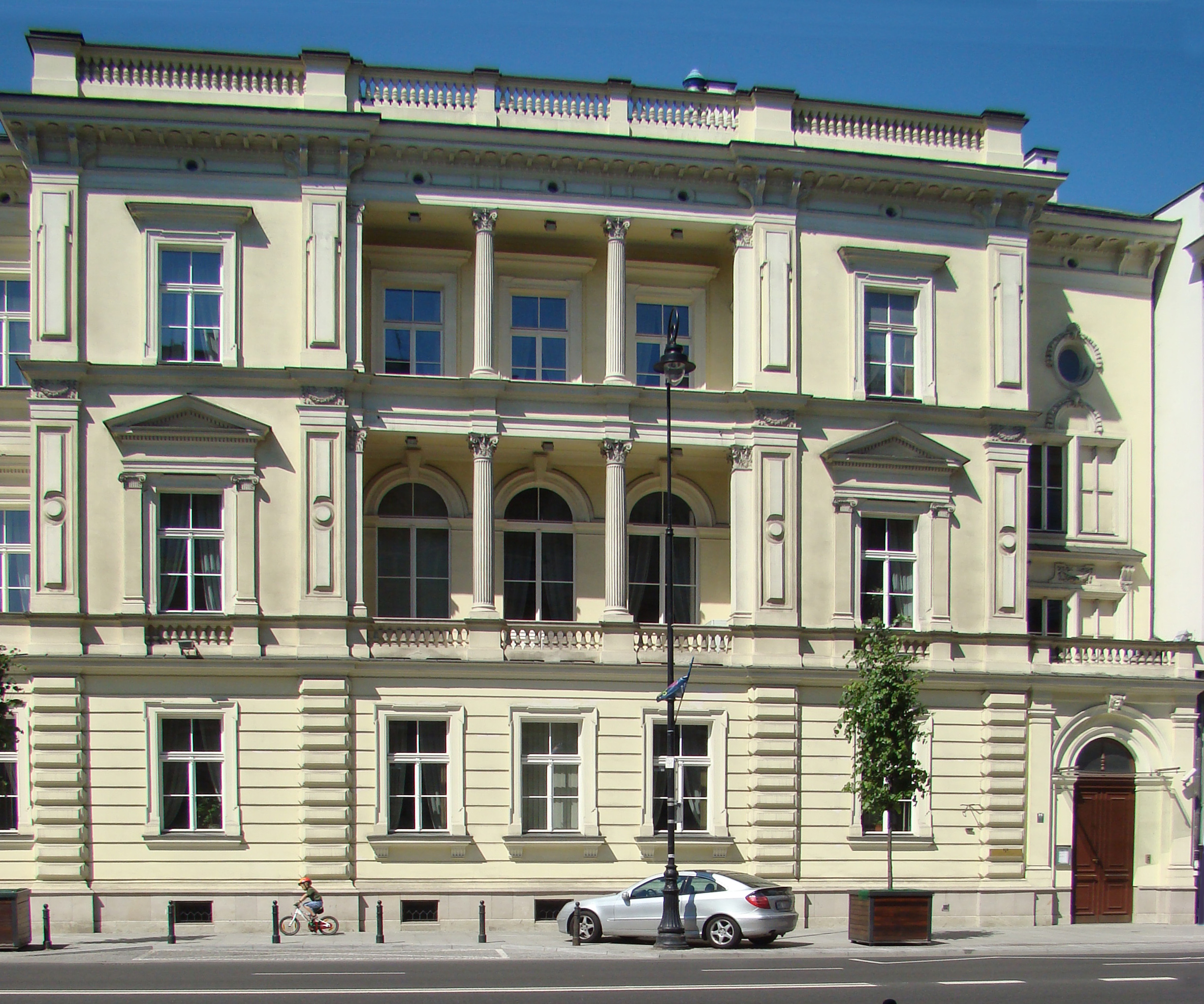
Karnicki-Palais

Das Palais Karnicki wurde 1877 von Józef Huss für den Geheimrat, Staatssekretär und Senator des russischen Zarenreichs Jan Karnicki im Neorenaissancestil errichtet. Beachtung finden vor allem die Loggien auf dem ersten und zweiten Stockwerk. 1928 kam eine Offizin hinzu. Das Palais beherbergt heute das Deutsche Historische Institut Warschau.

### Kirchen

#### St.-Alexander-Kirche

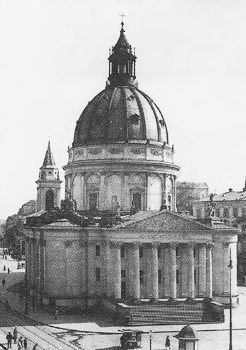
St.-Alexander-Kirche vor 1939

Die St.-Alexander-Kirche wurde von 1818 bis 1825 von Chrystian Piotr Aigner an der Stelle des 1815 zu Ehren des Zaren Alexander I. errichteten Triumphtores im Stil des Klassizismus erbaut. Der von dem römischen Pantheon inspirierte Bau wurde durch eine öffentliche Sammlung finanziert. Christian Piotr Aigner und Szymon Bogusław Zug hatten diese Form bereits im 19. Jahrhundert bei der Errichtung der Evangelisch-Augsburgischen Kirche Warschaus und der Maria-Himmelfahrt-Kirche in Puławy erprobt. Die St.-Peter-Kirche hatte jedoch die Besonderheit, dass sie zwei korinthische Säulenfassaden jeweils von Süden und Norden hatte. Von 1886 bis 1895 wurde die Kirche von Józef Pius Dziekoński im Stil der Neogotik und -renaissance um- und ausgebaut. Zwei Glockentürme wurden an der Südfassade errichtet und die Kuppel wurde nach dem Vorbild der vatikanischen Peter und Paul Basilika vergrößert. 1944 wurde die Kirche von der deutschen Wehrmacht zerstört. Bis 1949 galten ihre romantisch anmutenden Ruinen als die schönsten in Europa und inspirierten viele Künstler, die nach der Zerstörung der Stadt nach Warschau zurückkehrten. Die Kirche wurde in den Jahren 1949–50 im ursprünglichen bescheidenen klassizistischen Stil rekonstruiert. Die zerstörten Glockentürme mussten jedoch 1951 abgetragen werden.

### Gebäude

#### Ministerrat

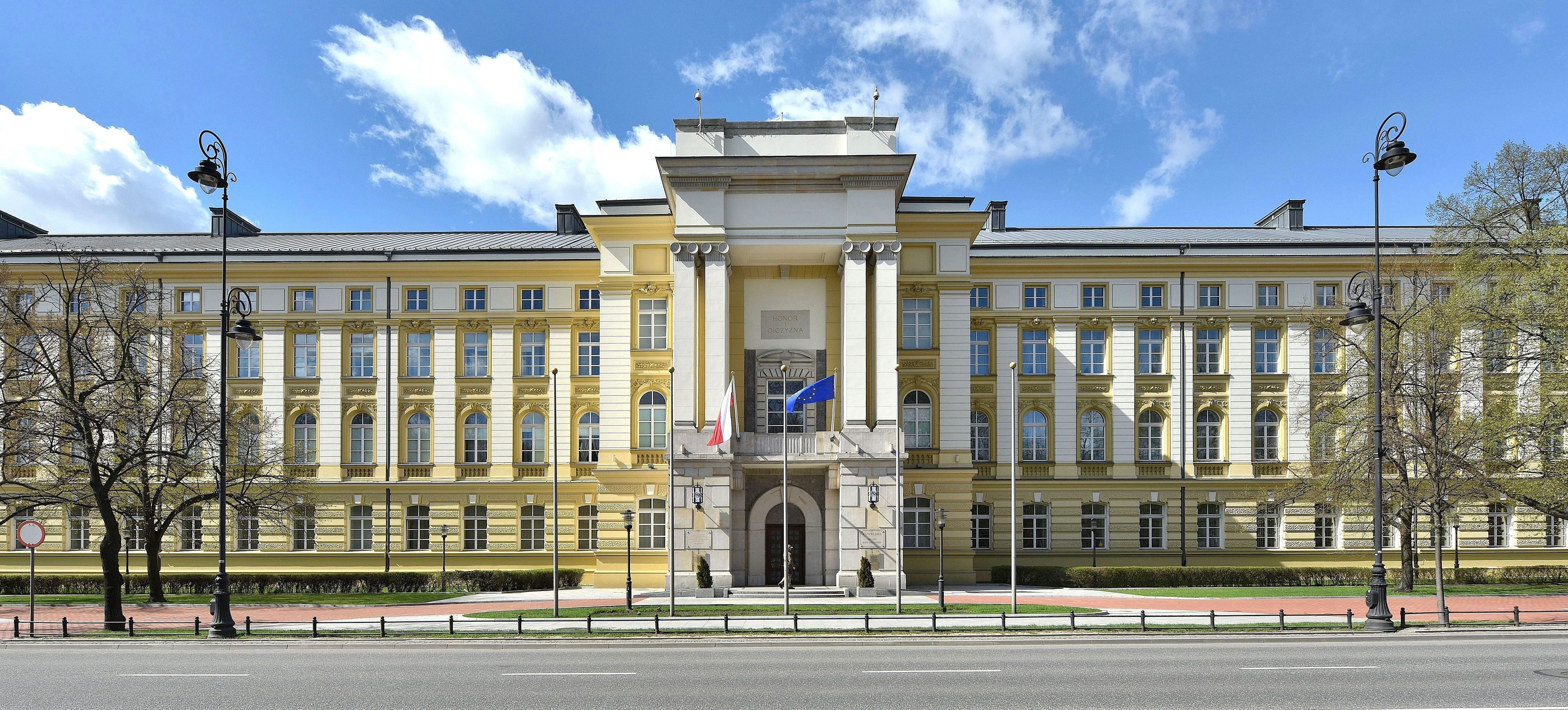
Gebäude des Ministerrates

Das Gebäude des Ministerrates ist der polnische Regierungssitz. Er liegt an den Aleje Ujazdowskie gegenüber dem Łazienki-Park. Der Ministerrat hat seinen Sitz in vier Gebäuden der ehemaligen Kaserne des Kadettenkorpses Suworow. Das Kadettenkorpes wurde um 1900 von Wiktor Junosza-Piotrowski und Henryk Julian Gay umgebaut. 1914 wurde das Gebäude von Stefan Szyller in ein Stadtlazarett im Stil der Neurenaissance umgebaut. 1920 zog hier die Fähnrichschule und die Generalinspektion der Polnischen Armee ein. Im Südflügel befand sich die Militärbibliothek und die Sammlungen des Polenmuseums aus dem schweizerischen Rapperswill. Dieser Flügel brannte nach dem Bombardement der deutschen Luftwaffe 1939 ab. 1944 wurde das Gebäude während des Warschauer Aufstands beschädigt. Von 1946 bis 1949 wurde es von Odyniec Dobrowolski als Sitz des Staatsrates wiederaufgebaut. Aus dieser Zeit stammt der nach dem Entwurf von Franciszek Krzywda-Polkowski ausgeführte Portikus. Die Innenräume wurden in den Jahren 1947–48 von Jan Bogusławski und Bogdan Urbanowicz entworfen. Die Skulpturen stammen von Stanisław Sikora und die Details von Henryk Grunwald.

#### Sejm und Senat

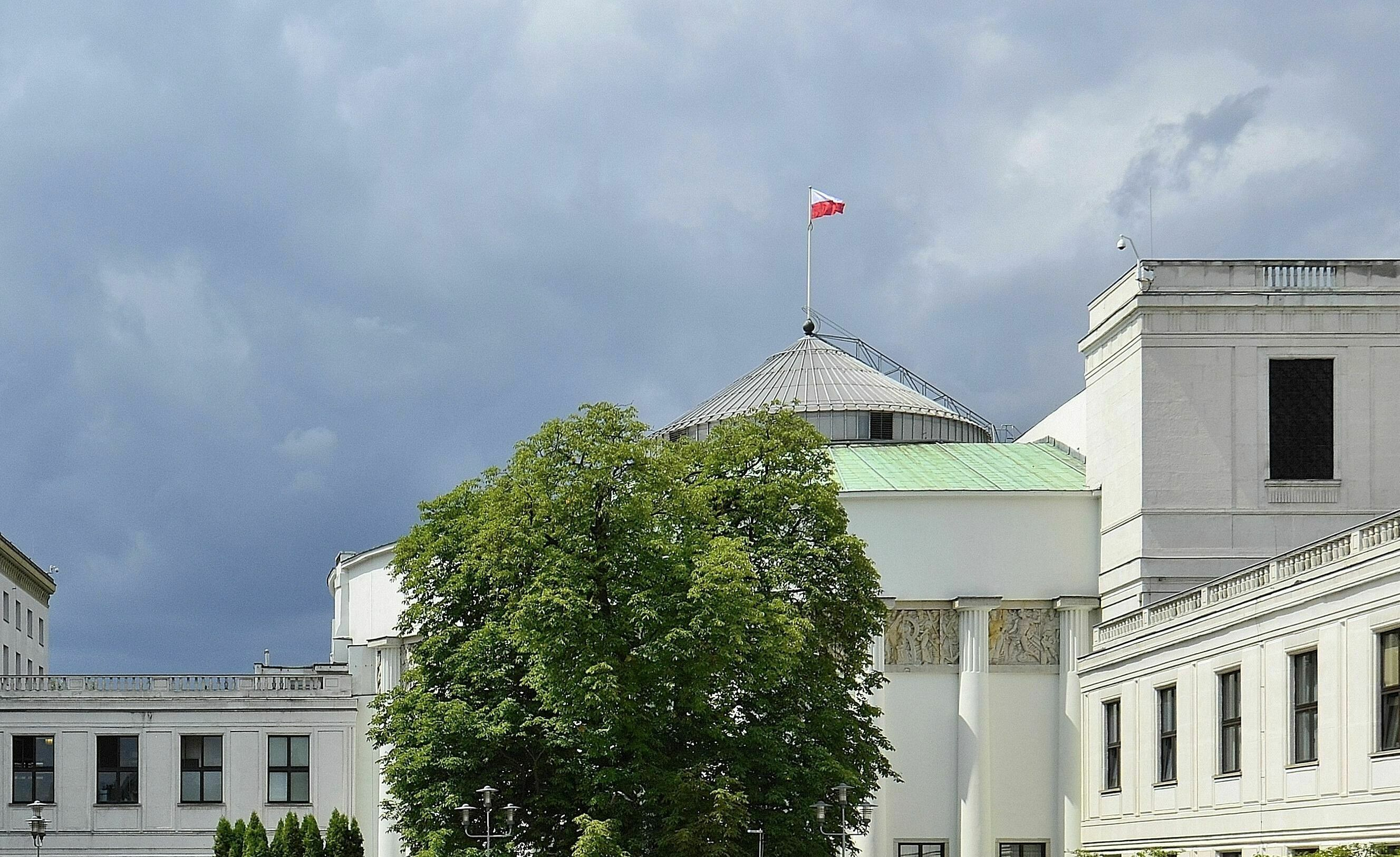
Sejm

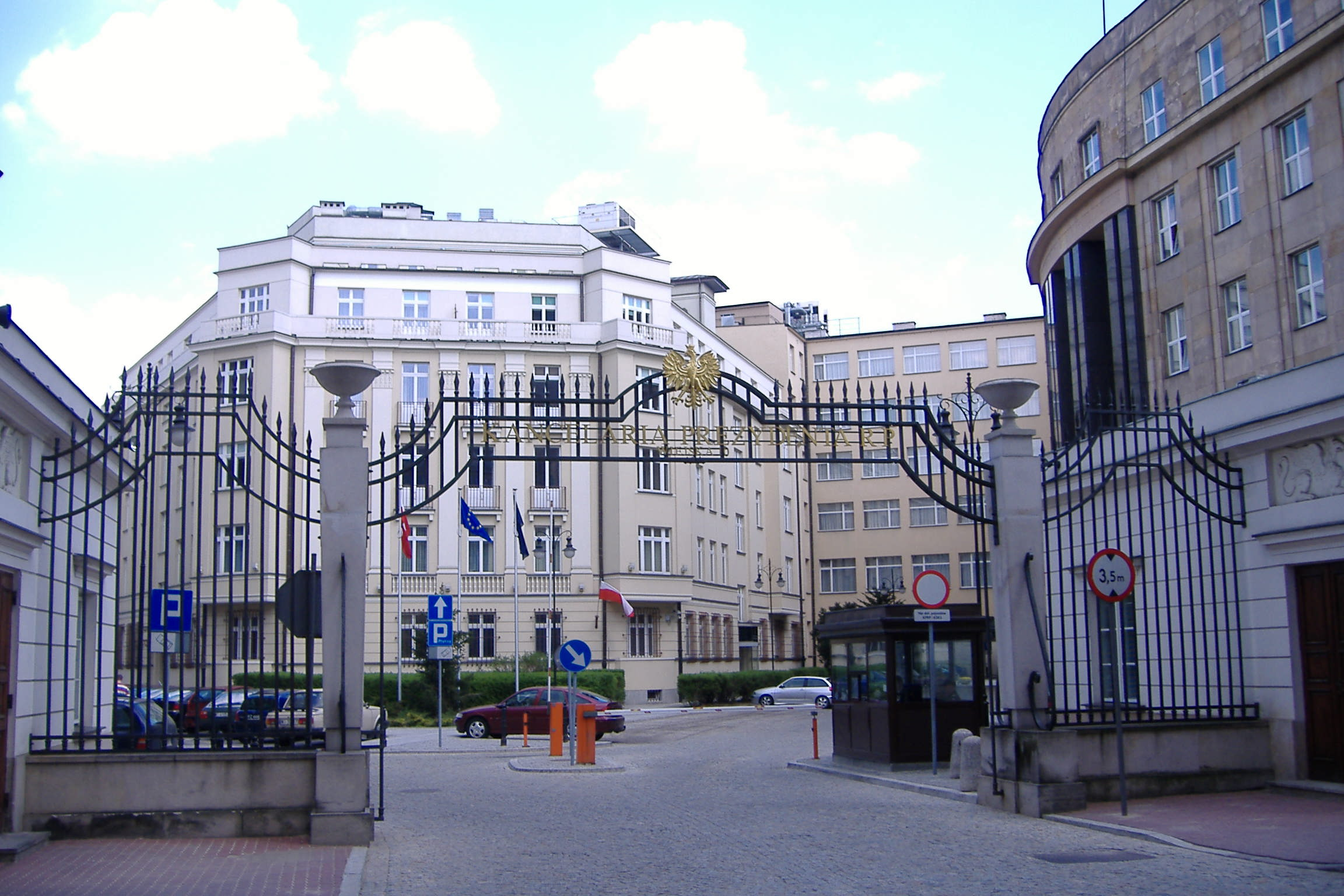
Präsidentenkanzlei beim Sejm

Das Gebäude des Sejm und Senats wurde von 1851 bis 1853 von Bolesław Podczaszyński anstelle des Palais Józef Bodachowski-Zapolski aus dem 18. Jahrhundert, das der Geliebten Fürst Kazimierz Poniatowski gehörte, erbaut. 1863 wurde ein Mädchengymnasium hier untergebracht. Seit 1919 tagte hier der polnische Sejm in dem umgestalteten Ballsaal und der Senat im angrenzenden Gymnasiumgebäude. Von 1925 bis 1929 wurde es als Halbrotunde von Kazimierz Skórewicz für das Parlament umgestaltet. Das Basreliefen auf der Fassade stammt von Jan Szczepkowski. Seit 1929 ist es Sitz des polnischen Zweikammerparlaments Sejm und Senat. 1939 wurde das Gebäude von der deutschen Wehrmacht abgebrannt. 1946 wurde es von Prof. Bogdan Pniewski wiederaufgebaut und 1949 bis 1952 ausgebaut. 1992 erfolgte eine generelle Restaurierung.

#### Haus zu den Riesen
Das Haus zu den Riesen wurde von 1904 bis 1907 von Władysław Marconi für den Künstler Antoni Strzałecki im Geiste früherer Moderne erbaut. Es ist eines der am besten erhalten gebliebenen reichen Warschauer Bürgerhäuser mit den originellen Innenpolychromien des Eigentümers. Der Name stammt von den beiden Skulpturen am Gebäudeeingang. Heute hat ein Ärzteverein hier seinen Sitz.

#### Sternwarte

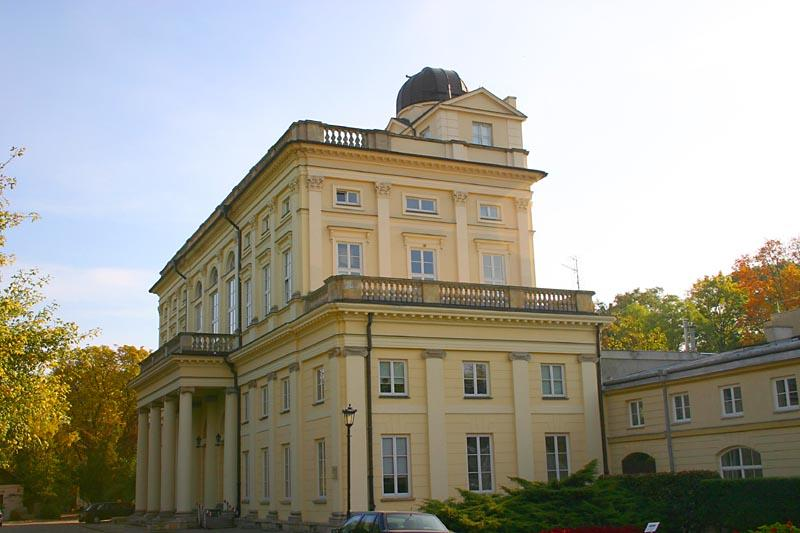
Sternwarte

Die Sternwarte wurde von 1820 bis 1824 von Michał Kado, Hilary Szpilowski und Chrystian Piotr Aigner für die Universität Warschau anstelle einer Orangerie aus dem 18. Jahrhundert im klassizistischen Stil errichtet. Das Gebäude wurde während des Zweiten Weltkrieges von der deutschen Wehrmacht zerstört und 1948–49 von Jan Dąbrowski rekonstruiert.

#### Gebäude des Instituts für Taubstumme
Das Gebäude des Instituts für Taubstumme wurde für das 1817 von Pfarrer Jakub Falkowski gegründete Institut im Neorenaissancestil in den Jahren von 1827 bis 1830 anstelle des Holländischen Hauses des Architekten Dominik Merlini errichtet. Von 1845 bis 1846 wurde es von Stanisław Pszczółkowski und Franciszek Maria Lanci umgebaut. Im Zweiten Weltkrieg zerstörte die deutsche Wehrmacht das Gebäude, das von 1945 bis 1949 wiederaufgebaut wurde.

#### Szelechow-Haus
Das Szelechow-Haus wurde 1904 von Stanisław Grochowicz im Stil der Frühmoderne und Sezession für den Kaufmann Szelechow errichtet.

#### Kolobrzeg-Kolberg-Haus
Das Kolobrzeg-Kolberg-Haus wurde 1910 von Stanisław Grochowicz im Stil der Frühmoderne und Sezession für den Kaufmann H. Kolobrzeg-Kolberg errichtet. Die Details an der Fassade gehen auf Józef Gardecki zurück.

#### Dziekoński-Haus
Das Dziekoński-Haus wurde von 1890 bis 1900 von Józef Pius Dziekoński im Stil der Neogotik errichtet. Charakteristisch ist die reizvolle Fassade aus Keramikziegeln.

#### Strzałecki-Haus
Das Strzałecki-Haus wurde von 1904 bis 1907 von Władysław Marconi im Stil der Frühmoderne für den Künstler Antoni Strzałecki errichtet.

#### Botschaft der Vereinigten Staaten
Besondere Beachtung verdient auch das Gebäude der Botschaft der Vereinigten Staaten, das sich unter der Hausnummer 31 befindet.

#### Ericsson-Gebäude
Das Ericsson-Gebäude wurde 1925 von Marian Lalewicz im Stil des Modernismus und Neoklassizismus errichtet.

#### Kulikiewicz-Gebäude
Das Kulikiewicz-Gebäude wurde 1833 von Antoni Corazzi im Stil Klassizismus für J. Kulikiewicz errichtet. Stefan Szyller hat das Gebäude um 1900 umgebaut.

#### Karszo-Siedlewski-Gebäude
Das Karszo-Siedlewski-Gebäude wurde 1889 von Aleksander Woyda im Stil des Klassizismus für die Magnatenfamilie Karszo-Siedlewski errichtet.

#### Gebäude der Planungskommission
Das Gebäude der Planungskommission wurde 1948 von Stanisław Bieńkowski und Stanisław Rychłowski errichtet.

#### Gebäude unter den Greifen
Das Gebäude unter den Greifen wurde von 1884 bis 1886 von Józef Huss für die Familie Fuchs im gemischten Neorenaissance, Neobarock und Neoklassizistischen Stil erbaut und ging später an die Classen.

### Denkmäler

#### Ignacy-Jan-Paderewski-Denkmal
Das Ignacy-Jan-Paderewski-Denkmal steht im Ujazdowski-Park und stammt aus dem 20. Jahrhundert. Paderewski war Mitgründer des nach dem Ersten Weltkrieg wiedererstandenen polnischen Staates, Komponist, Politiker und sozialer Fürsorger. Er starb 1941 im New Yorker Exil.

#### Fryderyk-Chopin-Denkmal

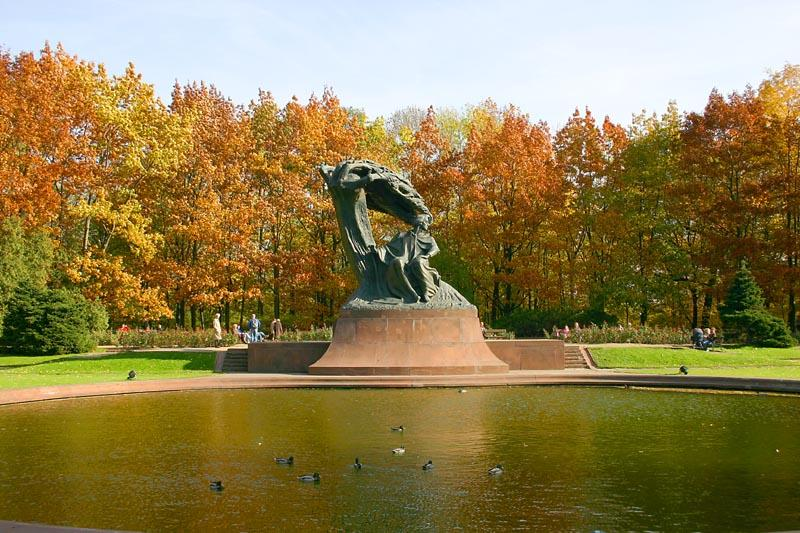
Fryderyk-Chopin-Denkmal

Das Denkmal für Fryderyk Chopin wurde zu Ehren des in der Nähe Warschaus in Żelazowa Wola geborenen Komponisten und Pianisten 1908 von Wacław Szymanowski geschaffen. Das monumentale Jugendstildenkmal wurde jedoch erst 1926 aufgestellt. Es stellt den klavierspielenden Chopin unter einer vom Wind gebeugten masowischen Weide dar. Das Denkmal wurde bereits zu Beginn der deutschen Besatzung im Zweiten Weltkrieg zerstört und 1958 rekonstruiert. Heute finden unter dem Denkmal um den Chopin-See sonntäglich Klavierkonzerte um 12 und 16 Uhr statt, die für alle Besucher das Łazienki-Parks offenstehen.

#### Jan-III.-Sobieski-Denkmal

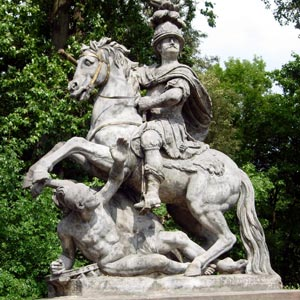
Jan-III.-Sobieski-Denkmal

Das Denkmal für Johann III. Sobieski wurde am 14. September 1788 zum 105. Jahrestag des Entsatzes von Wien auf der Brücke (Agricola) über den nördlichen Łazienki-See, auf Betreiben König Stanislaus Augusts aufgestellt. André Le Brun war für das Projekt verantwortlich, das von Franciszek Pinck ausgeführt wurde. König Jan III. Sobieski wird zu Pferd dargestellt unter dem sich ein besiegter Osmane befindet. Am 29. November 1830 versammelten sich unter dem Denkmal die Aufständischen von der Fähnrichschule, bevor sie das Palais Belvedere stürmten, um den russischen Statthalter zu vertreiben.

#### Henryk-Sienkiewicz-Denkmal
Das Denkmal wurde vom Bildhauer Gustaw Zemła, als Stiftung Janina und Zbigniew Porczyńskis, realisiert und am 5. Mai 2000 zu Ehren des Literaturnobelpreisträger Henryk Sienkiewicz enthüllt.

#### Józef-Piłsudski-Denkmal
Das Józef-Piłsudski-Denkmal wurde nach einem Entwurf von Stanisław Ostrowski 1998 südlich des Chopin-Denkmals errichtet. Józef Piłsudski, der spätere Marschall von Polen stellte im Ersten Weltkrieg die polnischen Legionen in Österreich-Ungarn auf, die Garanten für die Wiedererlangung der Unabhängigkeit waren. Im Polnisch-Sowjetischen Krieg gelang es ihm, die Rote Armee 1920 an der Weichsel aufzuhalten und zurückzuschlagen (Wunder an der Weichsel).

## Wilanów

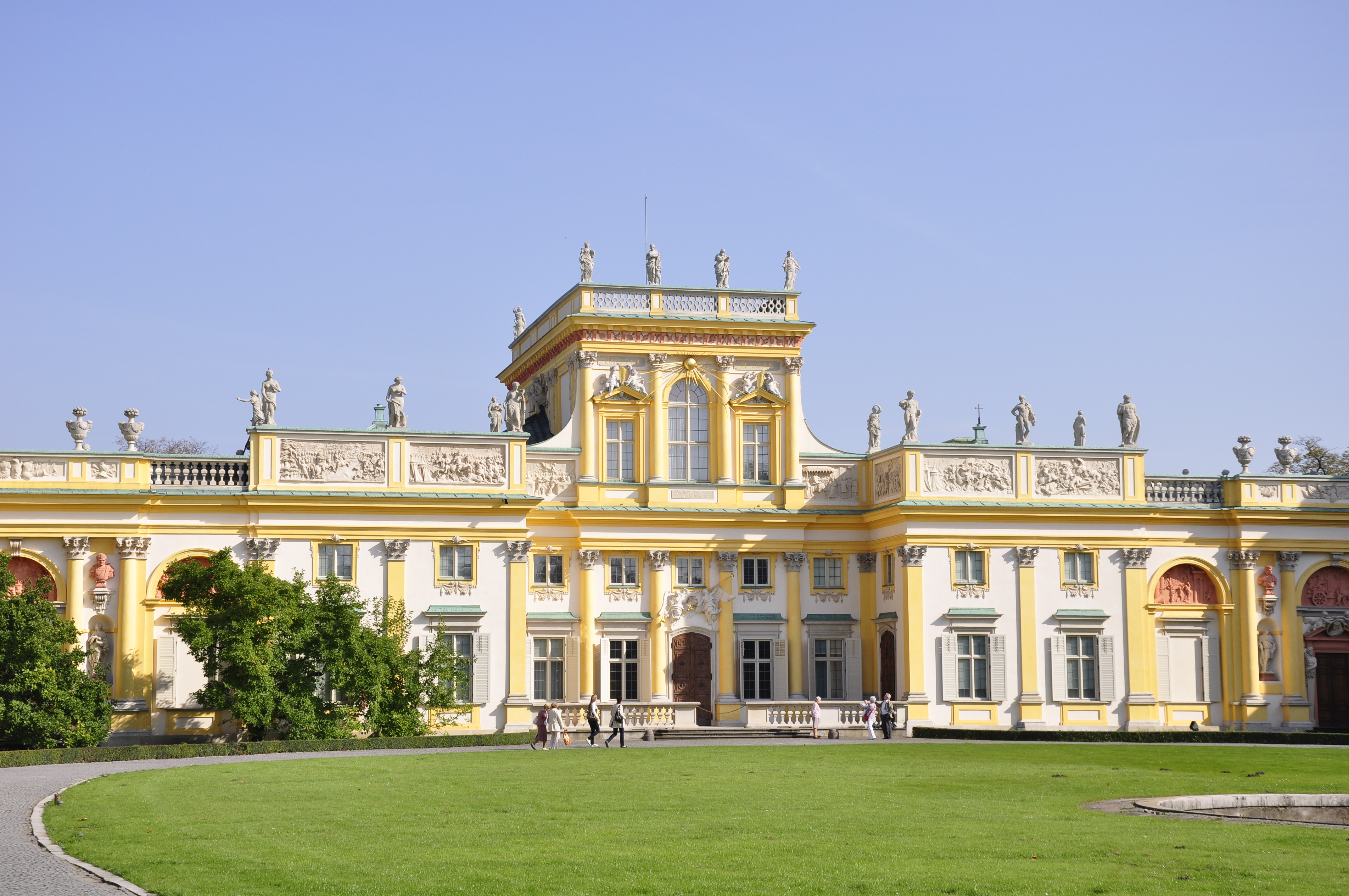
Wilanów-Palast

Wilanów liegt am südlichen Ende des Königsweges. Der Warschauer Stadtteil ist nach dem gleichnamigen Schloss benannt. Dessen Name geht wiederum auf die polonisierte italienische Bezeichnung „Villa Nuova“ zurück.

### Wilanów-Palast

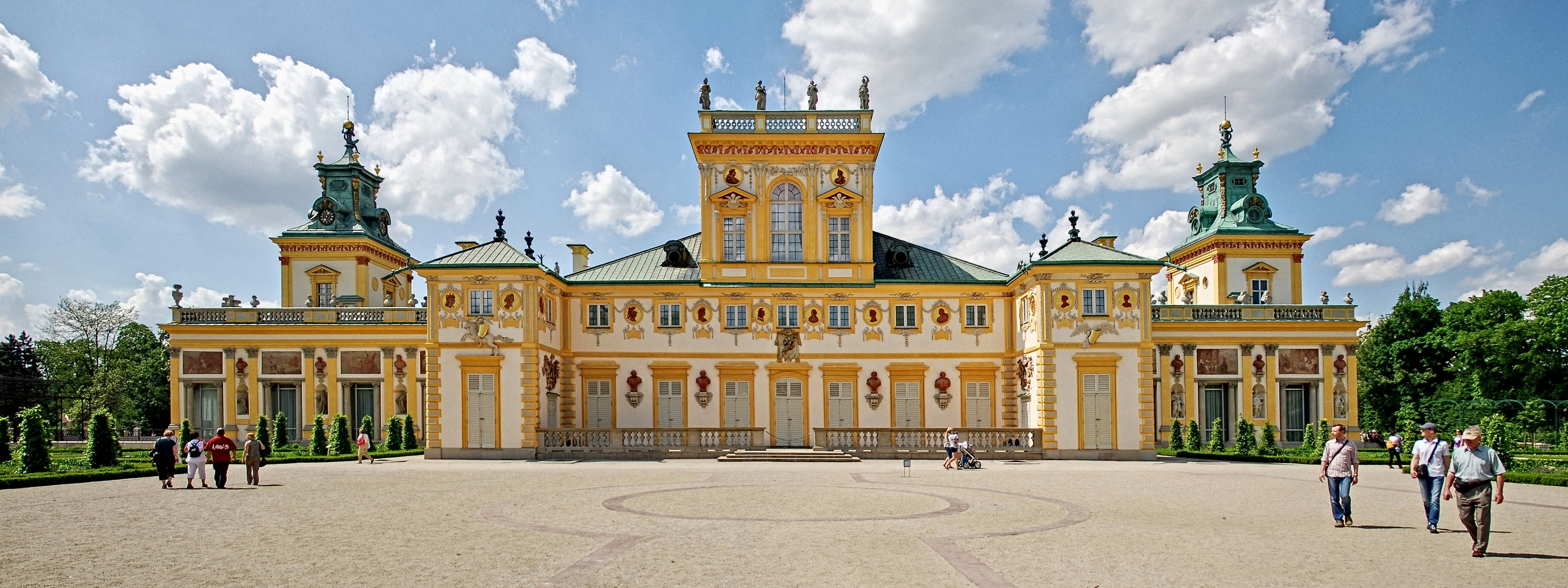
Wilanów-Palast vom Garten

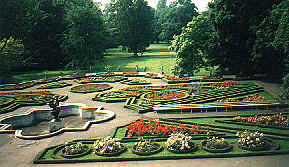
Wilanów-Garten

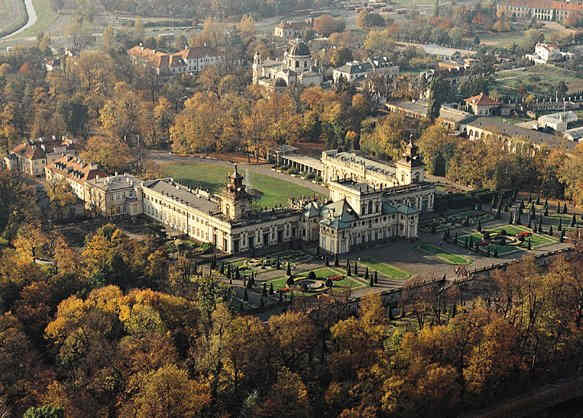
Wilanów-Anlage

Der Wilanów-Palast wurde von 1677 bis 1679 von Augustyn Wincenty Locci im Auftrag von König Jan III. Sobieski erbaut und wird als polnisches Versailles bezeichnet. Die barocke Ausstattung mit Büsten antiker römischer Kaiser und Konsulen sowie Reliefs glorifizierte die Siege Jan III. Sobieski und die Tugenden seiner Gemahling Königin Marysieńka. Auf den beiden Türmen stehen Statuen des Atlas und das Titan. Nach dem Tod von Jan III. Sobieski residierte sein Nachfolger König August II. der Starke hier bis 1700. August II. der Starke war berühmt für die großen und ausschweifenden Feste, die er in dem Schloss veranstaltete. Danach ging der Palast nacheinander in den Besitz der Magnatenfamilien Sieniawski, Lubomirski, Czartoryski, Potocki und Branicki, die den Palast in den Formen der folgenden Epochen umgestalteten. Der Palast wurde 1944 nach dem Warschauer Aufstand von der deutschen Wehrmacht geplündert und gebranntschatzt; ihr ursprüngliches Ziel, dieses Symbol der polnischen Nation vollständig zu zerstören, konnten sie jedoch aufgrund des Vorrückens der Roten Armee nicht mehr verwirklichen. Der Palast wurde in der nach dem Zweiten Weltkrieg ursprünglichen Barockform wiederaufgebaut. Die Innenausstattung umfasst die Stilrichtungen Barock, Rokoko und Klassizismus. Zu besichtigen sind die Bibliothek, das Große Esszimmer, die privaten Gemächer des Königs mit Originalmöbeln, das Potocki-Museum im Etruskersaal mit zahlreichen antiken Skulpturen aus der Sammlung der Potockis und die Wohnräume mit zahlreichen Gemälden, darunter das bekannte Porträt von Jan III. Sobieski als Türkenbekämpfer zu Pferde. Die Sammlung von barocken Sargporträts ist die größte auf der Welt. Besondere Beachtung verdient auch der Weiße Saal der Fürstin Izabela Lubomirska im Stil des Empire. Die parkseitige Fassade besitzt eine Sonnenuhr des Danziger Astronomen Johannes Hevelius, die neben der Uhrzeit auch das Tierkreiszeichen anzeigt. Der Wilanów-Park wurde im 17. Jahrhundert im Barockstil nach italienisch-französischem Vorbild auf einer Fläche von 43 Hektar angelegt. Später wurden Teile des Gartens im romantischen Stil umgestaltet. Zahlreiche Parkbauten und Skulpturen schmücken den Park. Der älteste Teil des Gartens wurde von Gerard Ciołek auf den Terrassen vor dem Schloss in geometrischen Formen, Fontänen und Figuren rekonstruiert. Im Englischen Park nördlich des Schlosses gibt es mehrere Sarkophage der Schlosseigentümer, Obelisken, Säulen, eine chinesische Altane und eine Orangerie mit einer Ausstellung der Bildhauerkunst und Dekoration. Im Stil der Neorenaissance ist der Rosengarten westlich des Palastes gehalten.

### St.-Anna-Kirche

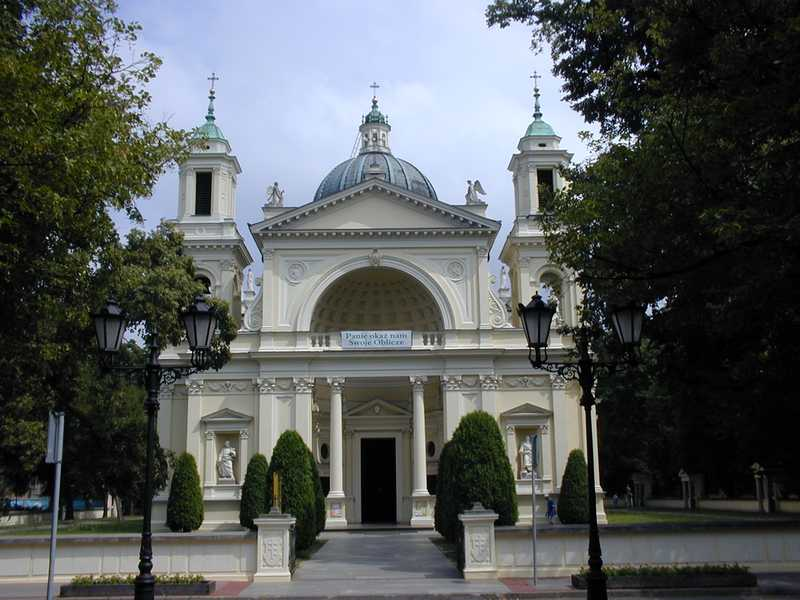
St.-Anna-Kirche

Die St.-Anna-Kirche im Park wurde in den Jahren 1772 bis 1775 für Adam Kazimierz Czartoryski im klassizistischen Stil errichtet und 1857 bis 1870 von Henryk Marconi und Jan Kacper Heurich im Stil der Neorenaissance umgebaut.

### Plakatmuseum
Hinter der monumentalen Fassade der alten Reitschule befindet sich ein modernes Gebäude der ältesten, angesehensten und größten Kunstplakatsammlung der Welt.

### Potocki-Mausoleum

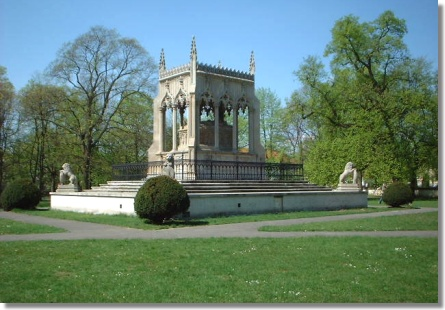
Potocki-Mausoleum

Insbesondere das neogotische Grabmal über der Potocki-Gruft verdient Aufmerksamkeit.
Das Mausoleum wurde 1799 bis 1892 errichtet, das Grabmal 1832 nach dem Projekt von Henryk Marconi mit den Skulpturen von Jakub Tatarkiewicz und Konstanty Hegel fertiggestellt.